# Groundhog Day
Groundhog Day (Atrapado en el tiempo en España, El día de la marmota o Hechizo del tiempo en Hispanoamérica) es una película estadounidense de comedia fantástica de 1993 dirigida por Harold Ramis a partir de un guion de él y Danny Rubin. Protagonizada por Bill Murray y Andie MacDowell, cuenta la historia de Phil Connors (Murray), un arrogante meteorólogo televisivo que, mientras cubre el evento anual del Día de la Marmota en Punxsutawney, Pensilvania, queda atrapado en un bucle temporal, lo que le obliga a repetir el mismo día una y otra vez. Después de caer en el hedonismo e intentar  suicidarse en numerosas ocasiones, comienza a reexaminar su vida y sus prioridades. La película también cuenta con las actuaciones de Chris Elliott, Stephen Tobolowsky, Brian Doyle-Murray, Marita Geraghty, Angela Paton, Rick Ducommun, Rick Overton y Robin Duke.
Rubin concibió la idea de Groundhog Day a principios de los años 1990. La escribió como un guion especulativo con el objetivo de reunirse con productores para otros trabajos. Finalmente llamó la atención de Ramis, quien trabajó con Rubin para hacer que su idea tuviera un tono menos oscuro y más aceptable para el público general al realzar el humor. Después de ser seleccionado como protagonista, Murray tuvo diferencias con Ramis con respecto al guion; Murray quería centrarse en los elementos filosóficos, mientras que Ramis se concentraba en los aspectos cómicos. La filmación se realizó de marzo a junio de 1992, casi en su totalidad en Woodstock, Illinois. El rodaje fue difícil, en parte debido al clima extremadamente frío pero también por el conflicto en curso entre Ramis y Murray.
Groundhog Day fue considerada un éxito de taquilla al momento de su estreno y con una recaudación de más de 105 millones de dólares se convirtió en una de las películas más taquilleras de 1993. También recibió críticas generalmente positivas. Los críticos elogiaron la combinación de momentos altamente sentimentales y profundamente cínicos de la película, y el mensaje filosófico detrás del humor. Recibió múltiples candidaturas a premios y ganó el BAFTA al mejor guion original. A pesar de su éxito, la película marcó el final de la larga colaboración entre Ramis y Murray, que había producido películas como Caddyshack (1980) y Los cazafantasmas (1984). Después de que terminó la filmación, no se volvieron a hablar hasta poco antes de la muerte de Ramis en 2014. La película fue un escaparate para Murray; anteriormente sólo se lo había visto como un actor cómico, y su actuación lo condujo a papeles más serios en películas aclamadas por la crítica.
Durante los años transcurridos desde su estreno, la película ha ido ganando más y más prestigio; a menudo se la considera una de las mejores cintas de la década de 1990 y una de las mejores comedias de todos los tiempos. También ha tenido un efecto significativo en la cultura popular: el término «día de la marmota», que significa una situación monótona, desagradable y repetitiva, se ha convertido en parte del léxico inglés. Eruditos budistas, cristianos y judíos han analizado la película como una alegoría religiosa. A Groundhog Day también se le atribuye haber marcado el comienzo de la aceptación generalizada de películas de comedia con elementos del género fantástico. En 2006, la Biblioteca del Congreso de Estados Unidos la seleccionó para su conservación en el National Film Registry como «cultural, histórica o estéticamente significativa». Groundhog Day se adaptó a un musical de 2016 e inspiró un videojuego lanzado en 2019, Groundhog Day: Like Father Like Son.

## Argumento
El meteorólogo de una emisora de televisión de Pittsburgh, Phil Connors acompañado de su nueva productora, Rita, y su técnico de grabación, Larry, acude a Punxsutawney, una pequeña población de Pensilvania en la que, cada 2 de febrero, en pleno invierno, el comportamiento de una marmota en la fiesta local determina cuánto tiempo queda hasta que termine la estación fría, el famoso Día de la Marmota. Phil es un hombre frustrado en sus ambiciones y aburrido con su trabajo, egoísta, grosero y en su arrogancia, piensa que su carrera profesional no avanza todo lo rápido que merece.

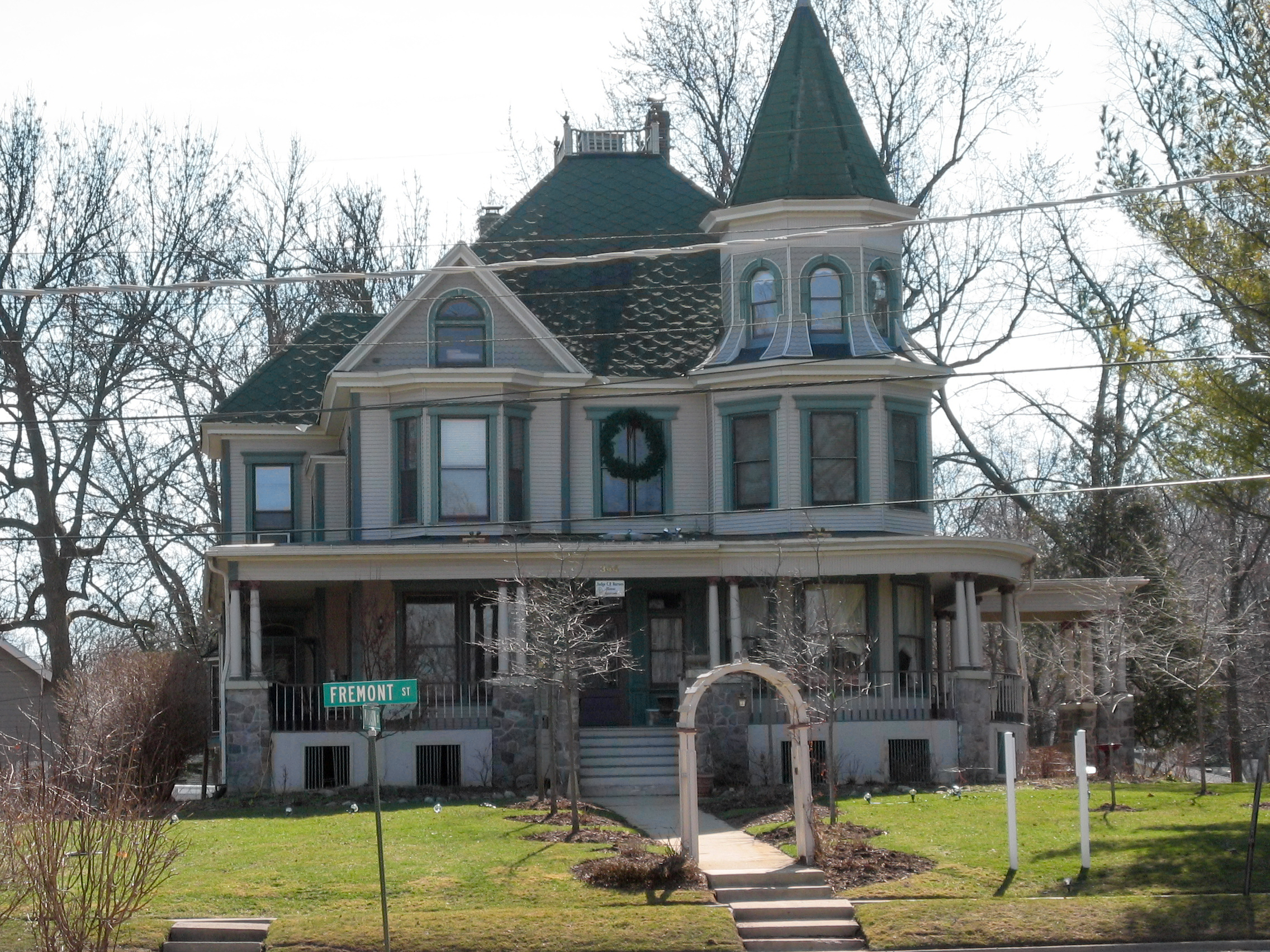
Se utilizó una casa privada en Woodstock, Illinois, para los exteriores del Cherry Street Inn, donde Phil se despierta todas las mañanas.

Realizadas las tomas de la presentación de la marmota y transmitidas por televisión, el pequeño grupo regresa a Pittsburgh para poder cubrir el noticiario de las cinco de la tarde en una furgoneta del canal, pero una tormenta de nieve cierra las carreteras y los obliga a pasar la noche en el pueblo. Phil regresa a su habitación del hotel, una gran casa convertida en hostería para los turistas. A la mañana siguiente suena el despertador con la misma música del día anterior y el mismo programa de radio. A medida que se viste y acude al comedor para desayunar, el incrédulo Phil se va dando cuenta de que está viviendo de nuevo el Día de la Marmota.
Tras repetirse varias veces esta situación, Phil descubre que es el único consciente de ese extraño fenómeno del tiempo y decide aprovechar la información que obtiene cada día, para beneficiarse «al día siguiente» cuando todo se repite nuevamente. Durante varios días y «más tarde» decide enamorar a su redactora, pero, sin tener suerte, día tras día es rechazado. La situación de repetir el mismo día afecta su mente, así que decide suicidarse para tratar de salir del bucle temporal. Roba un automóvil con la marmota y se lanza a un acantilado en las afueras del pueblo, pero de nuevo se despierta por la mañana como cada día. Prueba otras formas de suicidarse —se arroja de un edificio, se mete a la bañera con un tostador eléctrico, etc.—, pero todas ellas resultan inútiles y cada vez se despierta de nuevo el día 2 de febrero, en el mismo Día de la Marmota. Como esto no funciona se deprime, pero aconsejado por su directora Rita, se da cuenta de que puede mejorar su vida como un benefactor que ayuda a los demás.
De esta manera comienza una vida diaria haciendo el bien a quien lo necesite, como ayudar a un atragantado aplicándole la maniobra de Heimlich, cambiando la rueda del automóvil de dos ancianas o salvando a un niño de caer de un árbol. Se desanima al no ser capaz de salvar la vida de un anciano indigente, que todos los días le pedía ayuda en una esquina, tras llevarlo a un hospital para recibir atención médica de emergencia, fallece siempre, un día cuando quiere ver el expediente del deceso, la enfermera le da algo de consuelo al decir «ya era su momento».
Finalmente Connors desarrolla y mejora enormemente sus habilidades: aprender a tocar el piano como un virtuoso en un club de jazz, esculpir en hielo en una exhibición en el parque, hablar en francés y memorizar la vida de los habitantes del pueblo; incluso estudia medicina para salvar la vida del anciano. Al mejorar sus habilidades físicas también corrige su comportamiento, ahora es apreciado por la gente de Punxsutawney. Entonces confiesa un verdadero amor a Rita y decide vivir el tiempo presente con ella, lo rodean todos los habitantes del pueblo, ella lo acepta y de ese modo se rompe el misterioso fenómeno de ciclo del tiempo, al despertarse por fin en un nuevo día del 3 de febrero, convertido ahora en un hombre bondadoso y generoso, querido por todos.

## Reparto
- Bill Murray como Phil Connors.
- Andie MacDowell como Rita Hanson.
- Chris Elliott como Larry, el camarógrafo.
- Stephen Tobolowsky como Ned Ryerson.
- Brian Doyle-Murray como Buster Green.
- Marita Geraghty como Nancy Taylor.
- Angela Paton como la señora Lancaster.
- Rick Ducommun como Gus.
- Rick Overton como Ralph.
- Robin Duke como Doris, la camarera.

Además del elenco principal, Groundhog Day presenta a Ken Hudson Campbell como el hombre en el pasillo del hotel, David Pasquesi como el psiquiatra de Phil y Richard Henzel y Rob Riley como los locutores de radio que despiertan a Phil todas las mañanas. Hynden Walch y Michael Shannon interpretan a la pareja de recién casados Debbie y Fred. Les Podewell interpreta al anciano sin hogar y Rod Sell aparece como un funcionario del Día de la Marmota. El director Harold Ramis hace un cameo como neurólogo. La marmota Punxsutawney Phil es interpretada por una marmota conocida como Scooter.

## Producción

### Concepto y borrador original

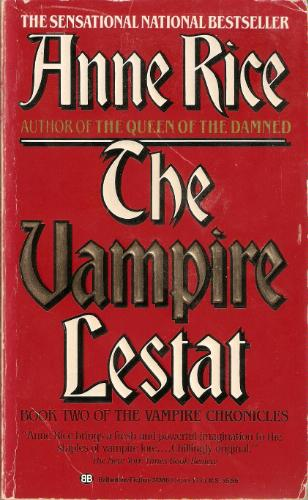
Lestat el vampiro de Anne Rice sirvió a Danny Rubin como inspiración inicial para escribir el guion.

La idea original de Groundhog Day se le ocurrió al escritor Danny Rubin en 1990. Se había mudado a Los Ángeles para trabajar como guionista. Mientras esperaba en un cine a que comenzara una película, estaba leyendo el libro Lestat el vampiro (1985) de Anne Rice. Rubin comenzó a reflexionar sobre la inmortalidad vampírica y lo que uno haría con su tiempo si fuera ilimitado. Razonó que los vampiros eran como personas normales que no necesitaban adherirse a reglas ordinarias ni límites morales. Se preguntó si la inmortalidad se volvería aburrida o inútil y cuándo, y cómo cambiaría una persona con el tiempo, especialmente si fuera incapaz de realizar cambios sustanciales. Analizó a hombres que consideraba que su desarrollo se había detenido y que no pudieron sobrevivir a la adolescencia.
Habiendo vendido recientemente su primer guion, que se convertiría en la película de suspenso Hear No Evil (1993), su representante lo alentó a desarrollar un guion de «tarjeta de visita» que podría utilizar para concertar reuniones con productores. Rubin comenzó a trabajar en su idea de un hombre cambiando hacia la vida eterna, pero rápidamente se dio cuenta de que la idea no era práctica debido al costo que suponía representar eventos históricos y futuros. En este punto, recordó una breve historia que había escrito dos años antes sobre un hombre que se despertaba cada mañana y descubría que era el mismo día que se repetía. Unió las dos ideas para crear el esquema de Groundhog Day. Al retratar la eternidad como un ciclo que se repite en lugar de una línea recta a través de la historia, eliminó el costo de producción de escenarios en constante cambio. Creía que la repetición también le ofrecía posibilidades más dramáticas y cómicas.
Rubin abrió un calendario y eligió el siguiente día festivo más cercano, el 2 de febrero, el Día de la Marmota (en inglés «Groundhog Day»). Lo vio como una fecha con potencial narrativo porque era un día festivo reconocido sin mucha atención generalizada. Creía que la gente era vagamente consciente de la festividad en la que la marmota predice la llegada de la primavera. Aun así, creía que pocas personas fuera de Pensilvania sabían que el festival real se lleva a cabo en la pequeña ciudad de Punxsutawney, algo de lo que se enteró a través de un trabajo de redacción para una compañía telefónica local. Establecer la historia en Punxsutawney proporcionó un área pequeña en la que atrapar a Phil Connors, mientras que informar sobre el evento le daba al personaje una razón para visitar el sitio. Rubin tomó el nombre del personaje principal de Punxsutawney Phil. Esperaba que la película se convirtiera en una de las favoritas de las fiestas navideñas, como Qué bello es vivir (1946) y La Navidad de Charlie Brown (1965).
Rubin pasó ocho semanas trabajando en la historia: siete tomando notas para definir las reglas y los personajes, y una escribiendo el guion. Tuvo dificultades por establecer una causa para el bucle temporal, considerando orígenes tecnológicos, mágicos y celestiales. Consideró que las causas eran intercambiables y sentía que la causa no era importante y podía restar valor a los elementos de la historia en los que quería centrarse. Rubin dijo que la falta de explicación hizo que fuera más fácil de indentificarse con la situación de Phil, ya que «ninguno de nosotros tampoco sabe exactamente cómo quedamos atrapados aquí». Decidió comenzar la historia in medias res, con Phil ya atrapado en el bucle temporal. La primera escena incluía a Phil despertándose con «I Got You Babe», prediciendo las bromas del locutor de radio y las acciones de los clientes del hotel, y atacando a un peatón afuera. Rubin pensó que esto intrigaría a una audiencia que intentaba entender cómo y por qué está haciendo estas cosas. Eligió «I Got You Babe» porque usaba muchas líneas repetidas y trataba sobre el amor, que en su opinión eran aspectos que resonaban con la temática. Comparó su guion original con la película de comedia negra británica de 1949 Ocho sentencias de muerte, particularmente la forma frívola en la que se muestran los múltiples suicidios de Phil.
Rubin inicialmente no escribió la película como una comedia, considerándola más fanástica. Descubrió que los elementos más divertidos eran los más fáciles de pensar; una de las primeras escenas que escribió fue sobre Phil usando su conocimiento cada vez mayor para seducir a las mujeres. Los bucles también se dedicaron a que Phil viera hasta dónde podía llegar fuera de Punxsutawney; inevitablemente, siempre era devuelto al pueblo. Aun así, el guion se centró mucho más en la soledad de Phil. Rompe el círculo temporal sólo después de darse cuenta de que hay otras personas solitarias y que él puede hacer buenas obras para hacerlas más felices. Las escenas de la película terminada sucedieron mucho antes en el guion de Rubin, como Phil conduciendo por un acantilado. El paso del tiempo también fue distinto; Phil lo rastreaba leyendo una página de un libro por día, alcanzando su punto más bajo cuando se da cuenta de que se ha quedado sin libros. El final original también presentó un giro: Phil rompe su ciclo y luego le confiesa su amor a Rita. La perspectiva entonces pasa a ser la de Rita; ella rechaza el avance de Phil porque no está preparada para el amor y queda atrapada en su propio bucle.

### Desarrollo
El representante de Rubin utilizó el guion para concertar reuniones con los productores; aunque no se vendió, las reuniones le generaron otros trabajos. En 1991, después de que su agente abandonara la industria, Rubin distribuyó el guion de Groundhog Day en un esfuerzo por conseguir un nuevo representante. Llamó la atención de Richard Lovett de Creative Artists Agency. Lovett dijo que no podía representar a Rubin, pero le pasó el guion a uno de sus propios clientes, el director Harold Ramis.

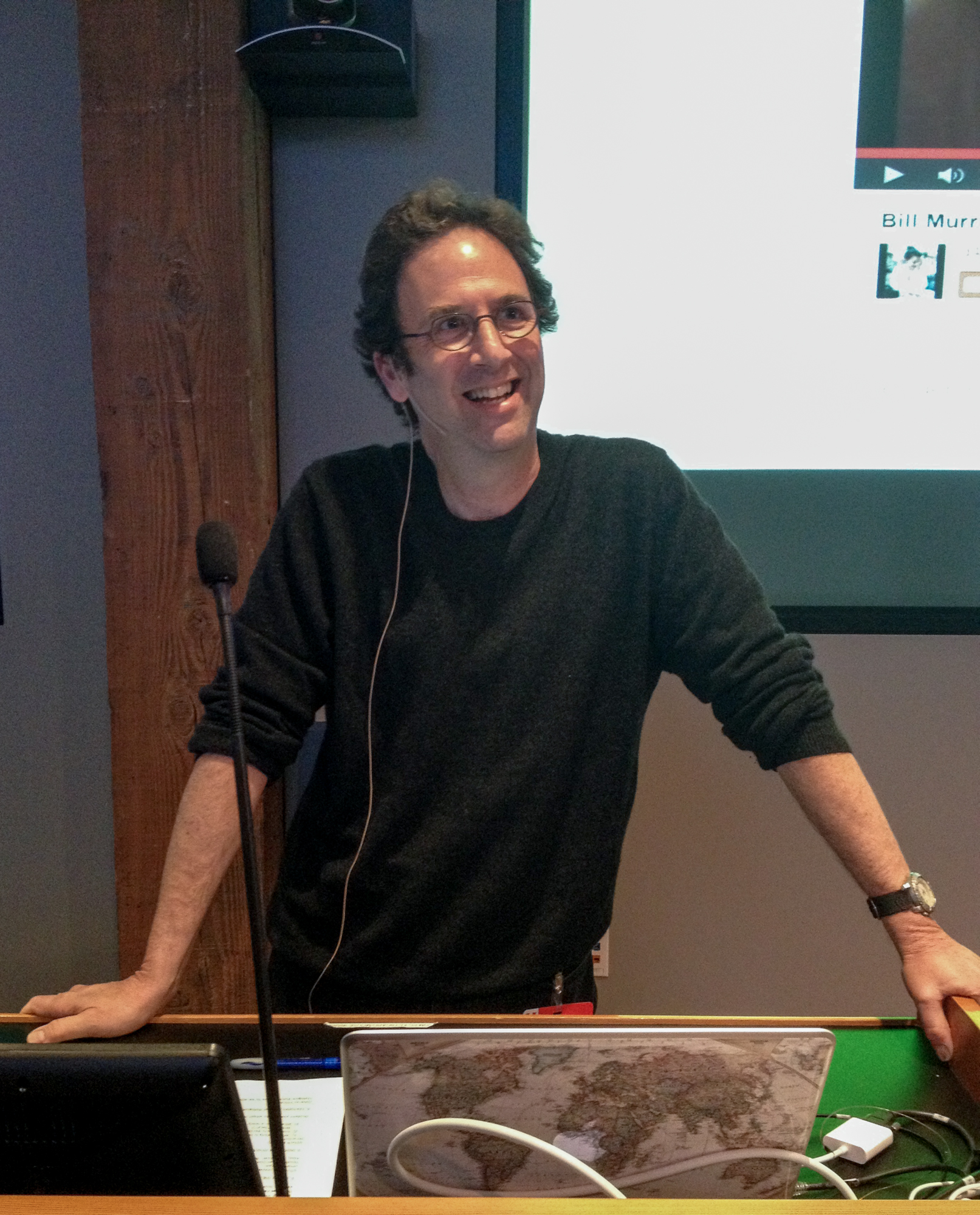
El guionista Danny Rubin en 2013.

A principios de la década de 1990, Ramis había comenzado a alejarse de las comedias antisistema y antiinstitucionales, como Caddyshack (1980) y National Lampoon's Vacation (1983), que habían definido su carrera anterior. Si bien Ramis tuvo éxito frente a la cámara y en roles creativos como escritor, su último esfuerzo como director, Club Paradise (1986), había sido un fracaso comercial y de crítica. Quería dirigir un proyecto original y estaba particularmente interesado en comedias sobre la redención y el descubrimiento del propósito de la vida. Rubin conocía el trabajo anterior de Ramis, ya que lo había visto en el cine y la televisión.
Ramis admitió que no se rio mientras leía el guion de Rubin. Le interesó la espiritualidad subyacente y el romance presente, pero pensó que necesitaba más humor. El dúo analizó las ideas centrales del guion, planteando paralelismos entre este y los conceptos de budismo y reencarnación. También discutieron si era ético que Superman —un ser sobrehumano con el poder de salvar las vidas de innumerables personas y prevenir desastres— perdiera el tiempo en aventuras con su compañera Lois Lane.
El guion de Rubin fue objeto de dos ofertas: una arreglada por Ramis a través de Columbia Pictures que otorgaría a su proyecto un presupuesto mayor, pero a costa del control creativo, y un estudio independiente más pequeño que ofrecía un presupuesto menor, de tres millones de dólares, pero le permitiría a Rubin conservar el concepto original. Rubin decidió aceptar el trato de Ramis. Como era de esperar, el estudio quería cambios.

### Escritura
Rubin admitió haberse puesto a la defensiva ante los cambios del estudio. Le preocupaba que eliminaran lo que consideraba puntos innovadores de la trama y la convirtieran en una película de comedia genérica. Ramis supervisó la reescritura, y tuvo la tarea de equilibrar el deseo de originalidad de Rubin y la demanda del estudio de una comedia accesible. El dúo utilizó libremente el modelo de Kübler-Ross de las cinco etapas del duelo —negación, ira, negociación, depresión y aceptación— como esquema. Ramis se imaginó a sí mismo en la situación de Phil y las cosas que haría y sentiría si estuviera en el mismo ciclo de aprisionamiento. Pasaron semanas revisando el guion. Ramis sugirió que se eliminara el final original de Rubin, con Rita atrapada en su propio bucle. Sentía que al público no le gustaría esto porque no ofrecía catarsis. De manera similar, sintió que era importante conservar los elementos más oscuros de la historia, como los suicidios de Phil, ya que compensaban los momentos sentimentales necesarios.
Rubin entregó un nuevo borrador el 2 de febrero de 1991. Se le permitió por contrato escribir otro borrador, pero el estudio hizo que Ramis se hiciera cargo, poniendo fin a la participación de Rubin. Ramis tomó el nuevo borrador de Rubin y comenzó su reescritura en solitario. Encontró el sentimentalismo y la sinceridad completamente opuestos a todo lo que había aprendido a hacer como comediante, y atemperó deliberadamente los momentos más dulces con un tono cínico y malhumorado. Ramis reorganizó el guion en una narrativa convencional de tres actos. Hizo hincapié en la actitud engreída de Phil como una forma de distanciarse de los demás, dándole un desarrollo argumental definido como un personaje principal de comedia clásica que merece su castigo. A Ramis le gustó el concepto de Rubin de comenzar con el bucle en progreso, pero la productora asociada Whitney White sugirió comenzar la película antes de que comience el bucle porque pensó que sería más interesante para el público ver la reacción inicial de Phil ante su situación.
Ramis también eliminó al novio de Rita, Max, y presentó (luego eliminó) al productor ejecutivo de Phil, Gil Hawley. Este borrador incluía más escenas centradas en las conquistas sexuales de Phil y eliminó algunos contenidos considerados más mezquinos, como Phil pidiéndole a Rita que fuera su «esclava de amor». La situación se invirtió en la versión final de la película, en la que Rita compra a Phil en la subasta de solteros, alegando que es su dueña. Los viajes de Phil fuera de Punxsutawney fueron eliminados, ya que Ramis no quería que el público se concentrara demasiado en cuáles eran las reglas del circuito y sentía que mantener la historia dentro de la ciudad la hacía más claustrofóbica. La narración expositiva de Phil también fue eliminada. Además se eliminaron más escenas de las buenas acciones posteriores de Phil y los métodos inteligentes que utilizó para prevenir accidentes mientras hacía el uso más eficiente de su tiempo. Por ejemplo, Phil coloca una gran piedra en una carretera para detener un camión que reparte pescado, con el que más tarde se habría atragantado el cliente de un restaurante. Mientras que el guion original de Rubin había sido más sermoneador y despectivo, Ramis hizo que el tono fuera más optimista. Dos versiones de una escena con Phil y Rita en un restaurante del guion original de Rubin (a la izquierda) y la reescritura de Ramis (a la derecha) ejemplifican el cambio desde el énfasis hacia la presunción de Phil hacia la base romántica de la película:

Guion original de Rubin

PHIL (voz en off) «Y Rita y yo —juntos— éramos la cosa más obvia del mundo...»

PHIL «¿Alguna vez has sentido que estabas reviviendo el mismo día una y otra vez?»

RITA «¿Como un déjà vu?»

PHIL «Más bien un déjà, déjà, déjà, déjà...»

RITA «Entonces, ¿todavía crees que has estado aquí antes?» Phil asiente.

RITA «¿Y cómo termina esta noche?»

PHIL «Te diré lo que sé. Incluso en un día tan largo como este, incluso en una vida de infinitas repeticiones, todavía hay espacio para posibilidades».
Reescritura de Ramis

PHIL «¿Qué estás buscando? ¿Quién es tu tipo perfecto?»

RITA «Bueno. En primer lugar, es demasiado humilde para saber que es perfecto».

PHIL «Ese soy yo».

RITA «Es inteligente, solidario y divertido».

PHIL «Inteligente, solidario, divertido. Yo, yo, yo».

RITA (pensando) «Es romántico y valiente».

PHIL «Yo, yo también».

RITA «Tiene buen cuerpo pero no tiene que mirarse al espejo cada dos minutos».

PHIL «Tengo un cuerpazo y nunca lo miro».

RITA «Es amable, sensible, gentil y considerado. Y no tiene miedo de llorar delante de mí».

PHIL «Estamos hablando de un hombre, ¿verdad?»

Fue la versión de Ramis la que atrajo a Murray al proyecto, aunque Murray y Ramis inmediatamente tuvieron desacuerdos con respecto a su tono. Murray quería centrarse en los elementos filosóficos; Ramis respondió que estaba destinada a ser una comedia. El estudio estaba más contento con el borrador de Ramis, creyendo que sus cambios lo hacían más atractivo para el público. Columbia Pictures volvió a contratar a Rubin para evaluar el guion y proporcionar comentarios. Rubin devolvió el guion con páginas de notas honestas y a veces sarcásticas. En respuesta, Murray recomendó volver a contratar a Rubin para ayudar en el guion.
El estudio se negó a dar luz verde al proyecto si no se explicitaba por qué Phil queda atrapado. El productor Trevor Albert describió a un ejecutivo de Columbia diciendo: «¿Por qué se repite el día?... Me gusta... pero no entiendo por qué se queda atrapado en este bucle». Rubin había concebido varias causas para el bucle, incluido una amante abandonada que maldice a Phil y el mal funcionamiento del invento de un científico loco. Albert y Ramis trabajaron con Rubin para apaciguar al estudio, al tiempo que acordaron colocar las escenas demasiado tarde en el cronograma de rodaje para ser filmadas y, si se les obligaba a filmarlas, simplemente no incluirlas en la película.
Mientras el conflicto entre Ramis y Murray continuaba, Ramis envió a Rubin a trabajar en el guion con Murray; creía que era la única manera de detener las constantes llamadas telefónicas de Murray a primera hora de la mañana. Cuando Ramis llamaba para verificar su progreso, Murray le pedía a Rubin que fingiera que no estaba. El dúo visitó el festival del Día de la Marmota de Punxsutawney en 1992 para comprender mejor el evento, permaneciendo discretos y sin revelar el motivo de su visita. Luego pasaron semanas revisando juntos el guion en la ciudad de Nueva York. A Rubin le resultó «frustrante» el enfoque más relajado de Murray a la hora de escribir. Un mes antes de que comenzara la filmación, todavía estaban trabajando en el guion, acercándolo de nuevo al guion original de Rubin.
Luego, Rubin y Ramis colaboraron en una reescritura adicional. Trabajaron en secciones individuales y luego se editaron entre sí. Posteriormente, Ramis pasó unos días perfeccionando el guion. Rubin recomendó que no incluyeran ninguna referencia a la década de 1990 ni a ningún período específico para permitir que permanezca atemporal. Rubin afirmó que la película final se parece en gran medida a su guion. Lamentó la pérdida de una escena entre Phil y un niño de catorce años, en la que el niño se comporta como Phil al comienzo de la película, en contraste con el desarrollo del personaje de Phil en ese punto de la trama. Se escribieron algunas escenas que no se filmaron, como Phil orando en una iglesia, apostando y una escena que el mismo Murray descartó, en la que Phil se desnuda para obligar a un anciano a salir de una piscina. Aunque el guion estaba completo, continuó sufriendo cambios durante el rodaje.

### Casting

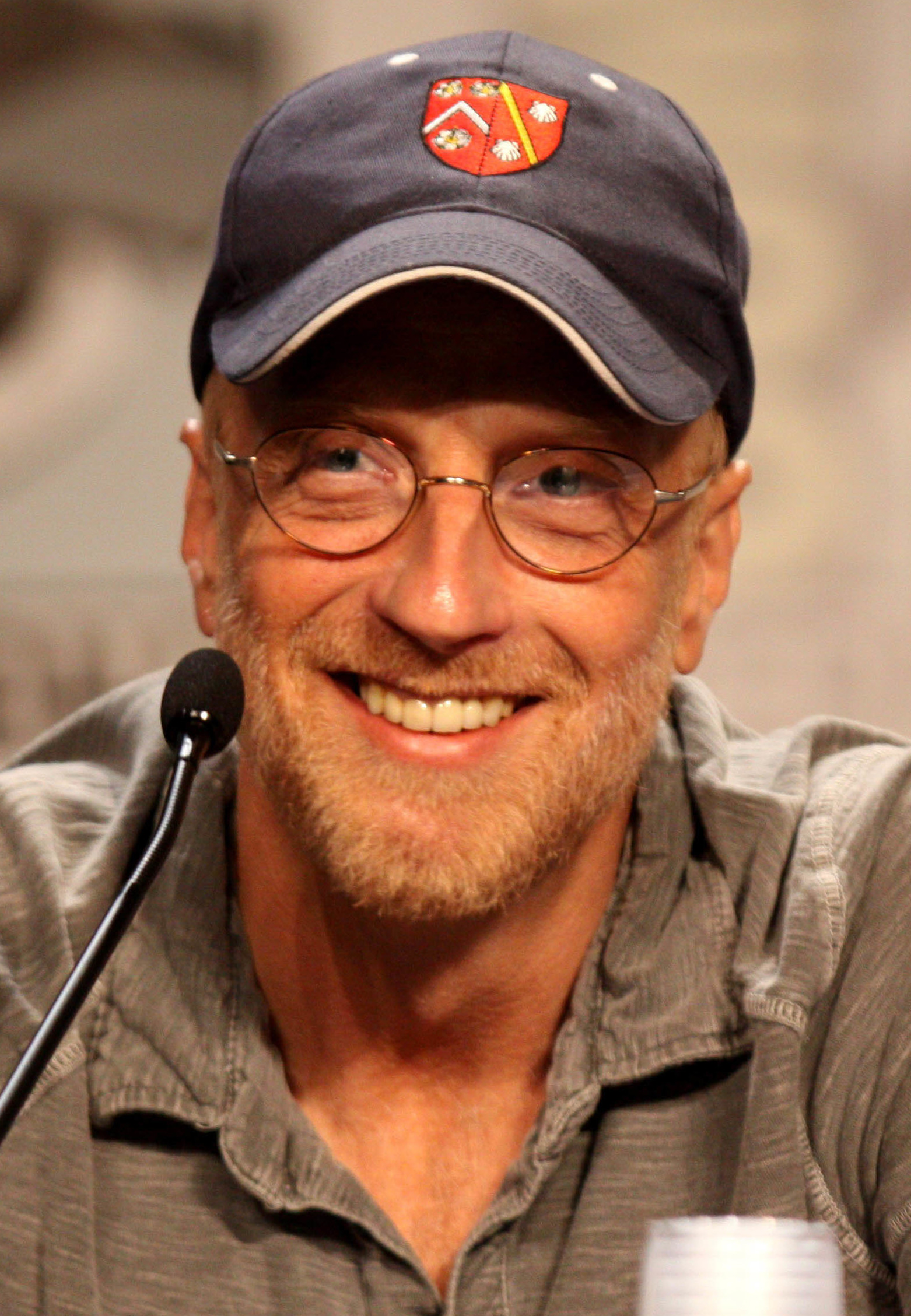
Chris Elliott (en la foto en 2011) interpreta a Larry, el camarógrafo.

Para el papel de Phil Connors, también se tuvo en cuenta a los actores Chevy Chase, Tom Hanks y Michael Keaton. Hanks era la primera opción de Ramis, pero rechazó la oferta, argumentando que lo estaban encasillando interpretando a gente agradable y que el público esperaría su inevitable redención, mientras que Murray era «un hijo de puta tan miserable dentro y fuera de la pantalla» que el resultado sería menos predecible. Keaton dijo que el papel de un personaje «irónico, sardónico y simplista» era un papel típico para él, pero que simplemente no entendió la película. Más tarde confesó arrepentirse de haber dejado pasar el papel. Phil fue escrito como un personaje más joven, pero esto cambió cuando se determinó que los actores cómicos apropiados eran todos mayores.
Murray y Ramis tenían una larga amistad y relación como colaboradores, habiendo trabajado juntos desde 1974 en muchos proyectos y cinco películas con gran éxito, incluidas Meatballs (1979), Caddyshack (1980) y Los cazafantasmas (1984). Rubin no escribió al protagonista como un personaje particularmente desagradable, sino que lo desarrolló como una persona normal en una situación extranormal. Al elegir a Murray, Phil fue retratado como más cínico, sarcástico y distante, pero no tan malicioso como para que el público ya no lo apoyara. Rubin quería a Kevin Kline para el papel, creyendo que Murray no tenía la capacidad interpretativa necesaria. Ramis tranquilizó a Rubin y le dijo: «No te preocupes. Esto es lo que Bill Murray puede hacer. Puede ser así de desagradable y aún así agradarte». Andie MacDowell estuvo de acuerdo y dijo: «Es un idiota pero te hace reír».
Trevor Albert hizo un casting de comediantes para el papel de Rita, pero determinó que alguien que compitiera con Murray en comedia sería perjudicial. La finalidad de Rita no era intercambiar comentarios ingeniosos con Phil, sino ofrecer calidez humana e inteligencia. MacDowell fue elegida porque se pensaba que aportaría una gracia natural adecuada al personaje. La actriz intentó adaptarse a la improvisación natural de Murray en las escenas. Creía que el humor de su personaje proviene de su honestidad, sin ser extravagante. La cantante Tori Amos también fue tenida en cuenta para el papel.
Stephen Tobolowsky fue contratado después de realizar una interpretación «abrumadoramente desagradable» durante su audición. Michael Shannon, quien interpreta al futuro novio Fred, hizo su debut como actor en pantalla en esta película. Pasó gran parte del rodaje en el fondo de la escena del restaurante, ya que querían a todos los actores en sus lugares incluso si la cámara no estaba enfocada en ellos. Se utilizó una marmota llamada Scooter para hacer de la marmota Punxsutawney Phil. Los funcionarios de Punxsutawney, molestos porque su ciudad no se utilizó para filmar, se negaron a permitir que la verdadera Punxsutawney Phil apareciera en la película. La marmota en sí no fue criada especialmente para su uso en películas y fue atrapada en la naturaleza cerca de Illinois unas semanas antes de la filmación.

### Preproducción

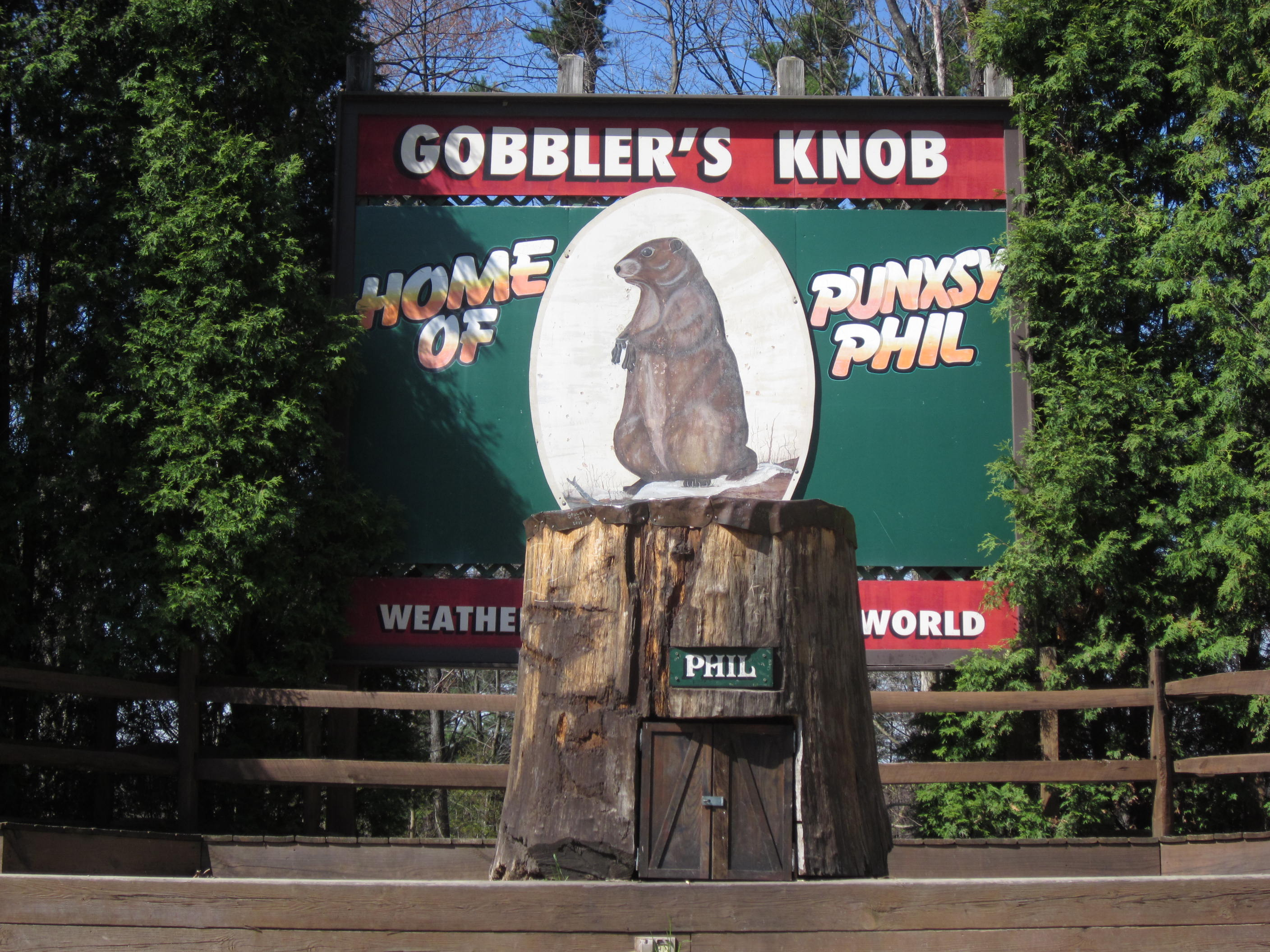
El verdadero «Gobbler's Knob», hogar de la marmota Punxsutawney Phil, en Punxsutawney, Pensilvania (2012).

La producción quería utilizar una «ciudad estadounidense por excelencia» para el rodaje, un lugar que no pareciera específico de ningún período de tiempo en particular. La Comisión de Cine de Pensilvania proporcionó cintas de búsqueda de localizaciones de Punxsutawney, pero se hizo evidente que intentar filmar en Punxsutawney presentaría dificultades, ya que la ciudad tenía pocos lugares de rodaje ideales para las escenas del guion. Punxsutawney también estaba demasiado aislada de las comodidades necesarias. La ciudad rural estaba a casi 130 kilómetros de la ciudad grande más cercana, Pittsburgh, y no ofrecía alojamiento suficiente para el elenco y el equipo.
Como nativo de Chicago, Ramis disfrutaba filmar en Illinois y sabía que el área podría satisfacer sus necesidades. Estas incluían estar más cerca de un área metropolitana importante con acceso a autopistas, una estética invernal y la capacidad de completar la producción lo más rápido posible. Ramis también quería una calle principal como la de Punxsutawney. Bob Hudgins, encargado de locaciones, pensó que Mineral Point, Wisconsin, podría satisfacer sus requerimientos. Durante el viaje hasta allí, el equipo se detuvo en la ciudad de Baraboo, Wisconsin, que casualmente tenía una plaza. Los realizadores notaron los beneficios de una plaza sobre una calle principal de un pueblo. Ramis solicitó algo similar, pero más cerca de Chicago.
Cuando llegaron a Woodstock, Illinois, habían explorado más de sesenta ciudades. Hudgins ya conocía Woodstock, una pequeña ciudad de aproximadamente 25 000 habitantes, por su trabajo en la película de comedia de 1987 Planes, Trains and Automobiles. Aunque relativamente remota, ofrecía la calidad atemporal que buscaban los realizadores. Después de que Hudgins organizó que Ramis y Albert vieran la ciudad desde el Campanario de la Ópera de Woodstock, se tomó la decisión de filmar en Woodstock. La ciudad incluso tenía un gran bache que servía para una de las escenas de Phil.
La producción inicialmente encontró un área de reserva boscosa en las afueras de McHenry, Illinois, para filmar escenas de Gobbler's Knob —el hogar de Punxsutawney Phil—. Más tarde, los realizadores optaron por ambientar el sitio en la plaza de la ciudad, recreándolo a escala con notas detalladas y videos. Miles de extras estuvieron presentes en múltiples tomas. Varias empresas locales se unieron para oponerse a la producción de la película, preocupadas por la influencia que tendría tanto en la plaza del pueblo como en los escaparates durante un período de tiempo indeterminado. Hudgins dijo que estaba orgulloso de que las insignias con el número «23», que representa las 23 empresas unidas, tuvieran que modificarse a «14», ya que convenció a varias de ellas. El ayuntamiento también estaba dividido sobre si debía permitirlo o no. Tres de los propietarios del negocio demandaron a Columbia Pictures después de que concluyó el rodaje por pérdidas de ganancias durante la producción. Uno de estos casos se resolvió extrajudicialmente; se desconocen los resultados de los otros dos.

### Filmación

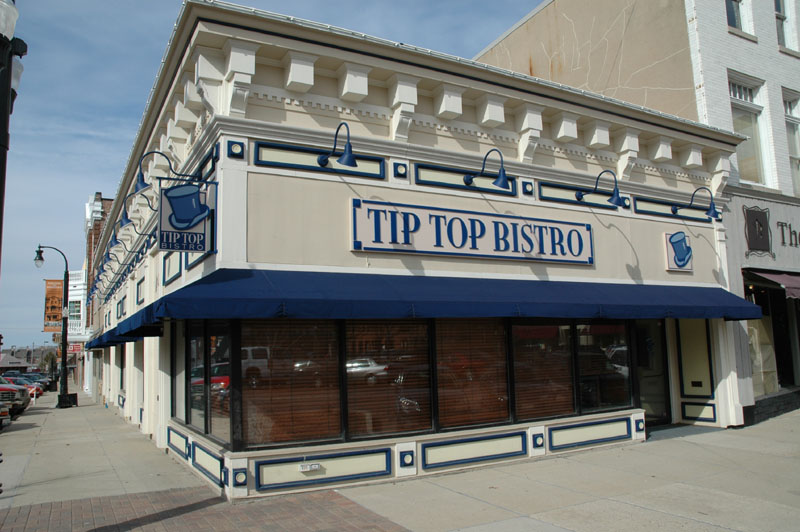
El Tip Top Bistro de Woodstock, Illinois, se construyó para representar la cafetería del filme.

El rodaje comenzó el 16 de marzo de 1992 y concluyó el 10 de junio, después de 86 días. Se informó que el presupuesto oscilaba entre 14,6 y 30 millones de dólares. Tuvo lugar principalmente en Woodstock, así como en sets de Cary, Illinois, y Hollywood, California.
Las condiciones climáticas variaron considerablemente durante el rodaje. Gran parte se realizó en condiciones gélidas y extremadamente frías. Murray estimó que a menudo era de -7 °C (20 °F). Las condiciones persistieron hasta finales de mayo. Murray dijo que estar afuera hasta doce horas al día le dejaba la piel en carne viva y lo hacía irritable. Hacia el final del rodaje, cuando comenzaba el verano, se utilizó nieve artificial para replicar el escenario invernal y los actores continuaron usando su ropa de invierno a pesar del calor creciente. Ramis no pudo decidir las condiciones climáticas para las escenas de los encuentros entre Phil y Ned, por lo que filmó sus nueve escenas varias veces en diferentes condiciones. Se decidió por un escenario sombrío para indicar que un ciclo llega a su fin. El clima fue un factor importante en el rodaje de dos semanas de la escena del accidente automovilístico.
El rodaje también estuvo sumido en tensiones entre Ramis y Murray; Ramis se centraba en hacer una comedia romántica, en directo contraste con el deseo de Murray de una película más contemplativa. Murray también estaba en medio de un divorcio de Margaret Kelly. Según los informes, se sentía miserable durante el rodaje, demostraba un comportamiento errático, hacía berrinches y, a menudo, contradecía las decisiones de Ramis. Ramis dijo que Murray llegaba tarde al set y calificó su comportamiento como «simplemente irracionalmente malo y no disponible». Tampoco estuvieron de acuerdo sobre el guion y las actuaciones de otros actores. Shannon contó cómo creyó haber molestado a Murray durante un encuentro. Cuando Ramis se enteró de esto, hizo que Murray se disculpara públicamente con Shannon. Tobolowsky contó cómo antes de la primera toma de la escena, Murray entró en una panadería y compró todos los pasteles, que arrojó a los espectadores que estaban reunidos, utilizando a Tobolowsky para ayudar a llevar la carga.

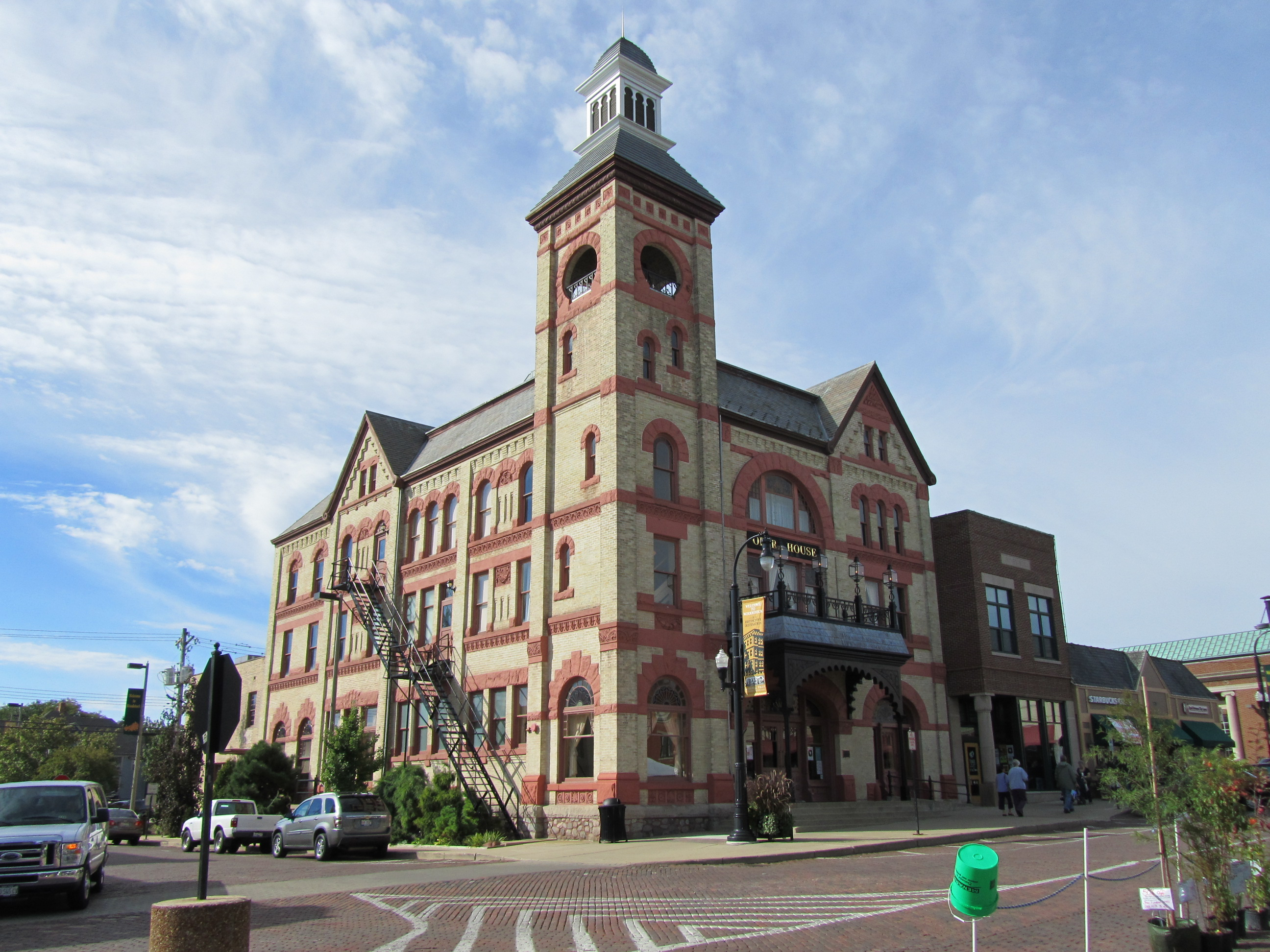
El Woodstock Opera House sirvió como exterior del hotel de Rita y como escenario de uno de los suicidios de Phil.

El guion siguió cambiando durante el rodaje. Cuando Tobolowsky llegó para su primera escena, le entregaron un nuevo guion. Estimó que alrededor de un tercio era diferente de su copia original. Por ejemplo, al principio de la película, Phil termina su primer bucle rompiendo un lápiz para ver si lo reparan al día siguiente. Se filmó una escena más elaborada en la que Phil pintaba con aerosol las paredes de la habitación en la que se despierta, destruía objetos y se hacía un peinado mohicano. La escena tardó tres días en filmarse y fue costosa; Ramis la descartó por algo más tranquilo, más sencillo y menos maníaco. El guion revisado también presentó más desventuras de Phil, y sus intentos de suicidio se desarrollaron más cerca del final. Estas escenas se movieron para favorecer un largo tercer acto que muestra a Phil valorando la vida.
Murray soportó molestias físicas durante algunas escenas. Para prepararse para entrar en el bache lleno de agua, envolvió su pie en film transparente, neopreno y dos pares de calcetines. Tan pronto como terminó la escena, comenzó a despotricar lleno de palabrotas hasta que el departamento de vestuario le secó el pie con secadores de pelo para evitar la congelación. En otra escena, Murray le pidió a MacDowell que lo abofeteara de verdad, y Ramis ordenó a los niños a los que Murray se enfrenta en una pelea de bolas de nieve que lanzaran con fuerza. Durante la escena en la que Phil se marcha con Punxsutawney Phil, la marmota mordió a Murray en el nudillo. A pesar de llevar guantes, la mordida le rompió la piel. Lo mordió nuevamente en el mismo lugar en una toma posterior.
Murray dudaba en filmar la escena final en la que Phil se despierta junto a Rita, ya que cómo o si Phil estaba vestido afectaría el tono de la revelación de que había escapado del bucle temporal. Ramis consultó al equipo, que estaba dividido entre Phil usando la misma ropa que la noche anterior o ropa diferente que sugería que la pareja había tenido intimidad. Una joven miembro del equipo sirvió como desempate y dictaminó que deberían usar la misma ropa ya que «cualquier otra cosa... arruinará la película». Mientras los personajes de MacDowell y Murray se aventuran afuera del Cherry Street Inn en el desenlace de la película, la línea «Vivamos aquí» está atenuada por una improvisación de Murray: «Alquilaremos para empezar».
En la producción se utilizaron muchos lugares de Woodstock y sus alrededores. La plaza de la ciudad de Woodstock ocupa un lugar destacado. Un bar del antiguo palacio de justicia se utiliza como bar en el hotel de Rita. La Ópera de Woodstock sirvió como exterior del hotel de Rita, y su torre se utilizó para el salto suicida de Phil. El Cherry Street Inn era una residencia privada; el interior fue filmado en un set. Woodstock City Lanes se utilizó para la escena de la bolera. El Tip Top Cafe, escenario de varias escenas, fue construido expresamente para la película. Posteriormente, debido a pedidos de habitantes locales, se abrió un restaurante real con un nombre casi idéntico en el mismo lugar. La subasta de soltero donde Phil demuestra su transformación personal fue filmada en Woodstock Moose Lodge. La escena de Phil conduciendo su coche por un acantilado se rodó en Nimtz Quarry en Loves Park, Illinois, a unos 55 km de Woodstock. Se utilizó un sistema de rieles para impulsar dos vehículos hacia la cantera en tomas separadas, para darle a Ramis la posibilidad de elegir tomas; se empleó pirotecnia para hacer que cada uno explotara.

## Estreno

### Contexto

La premiere de Groundhog Day tuvo lugar el 4 de febrero de 1993, en el Fox Theater de Westwood, Los Ángeles.

1993 fue considerado un año de películas familiares. Esto fue visto como una respuesta a las críticas a Hollywood por el uso excesivo de la violencia y el sexo en las películas, así como la necesidad de entretenimiento para sentirse bien en una época de recesión. A medida que aumentaron los costos de producción, las películas dirigidas tanto a adultos como a niños ofrecieron mayores posibilidades de ser rentables tanto en el cine como en el consiguiente alquiler de videos domésticos. En 1993, las tres películas más taquilleras de todos los tiempos en Norteamérica estaban orientadas a la familia: E.T., el extraterrestre, Star Wars y Home Alone. Las películas familiares fomentaron los negocios y ofrecieron más oportunidades para vender merchandising. El presidente de Columbia Pictures, Mark Canton, dijo que las películas con clasificación PG tenían muchas más probabilidades de ganar más de cien millones de dólares, en comparación con las películas orientadas a adultos. Groundhog Day fue clasificada como PG, lo que permite que los niños accedan con el permiso de los padres. La película fue vista como un posible sleeper hit.
Groundhog Day fue una de las muchas películas familiares estrenadas ese año, incluidas Free Willy, Last Action Hero y la muy esperada Jurassic Park, que se convertiría en la película más taquillera hasta esa fecha. No todos los lanzamientos de ese año estuvieron centrados en la familia; sería considerado uno de los mejores años para el cine en una variedad de géneros. Hubo éxitos de taquilla como Mrs. Doubtfire y Indecent Proposal, favoritos de la crítica como Philadelphia, y futuros clásicos, como Dazed and Confused, Batman: la máscara del fantasma y The Nightmare Before Christmas.
El estreno de Groundhog Day tuvo lugar el 4 de febrero de 1993 en el Fox Theatre de Westwood, Los Ángeles. Murray no asistió al evento, entre cuyos invitados se encontraban el comediante Rodney Dangerfield y las actrices Catherine O'Hara, Mimi Rogers y Virginia Madsen. 40 000 dólares de las ganancias por la venta de entradas se donaron a la Scleroderma Research Foundation y Turning Point Shelter. Al día siguiente tuvo lugar un segundo estreno en Crystal Lake, Illinois, seguido de una subasta de accesorios y equipos firmados de la película. Todas las ganancias fueron donadas al distrito escolar de Woodstock.

### Taquilla
En Norteamérica, Groundhog Day tuvo un estreno nacional el 12 de febrero de 1993 en 1640 salas. Recaudó 12,5 millones de dólares, un promedio de 7632 dólares por sala. Se benefició de un fin de semana de cuatro días debido al lunes festivo del Día de los Presidentes. Esto aumentó su total del fin de semana a 14,6 millones de dólares, lo que mejoró el promedio de las salas de cine a 8934 dólares. Esto la convirtió en el segundo estreno más importante para una película estrenada en invierno, detrás de Wayne's World (18 millones de dólares) estrenada el año anterior. Groundhog Day terminó como la película número uno del fin de semana, por delante del drama romántico Sommersby (9,9 millones de dólares) y la comedia de aventuras Homeward Bound: The Incredible Journey (8,1 millones de dólares), ambas en su segunda semana de estreno. Las proyecciones de la película se agotaron aproximadamente en un 80 %. El 65 % de los encuestados dijeron que «definitivamente la recomendarían».
La película mantuvo la posición número uno en su segundo fin de semana con una recaudación adicional de 9,3 millones de dólares. En su tercer fin de semana, cayó al segundo lugar con 7,6 millones de dólares, detrás del debutante thriller policial Un día de furia (8,7 millones de dólares). El día de la marmota permaneció entre las diez películas más taquilleras durante cuatro semanas más, recaudando un total de 57,6 millones de dólares. Pasó el resto de sus tiempo en cartel fuera del top 10, aparte de dos breves resurgimientos: uno durante el fin de semana largo de Pascua a mediados de abril, donde ascendió al número dos, y aproximadamente quince semanas después de abandonar los cines, donde alcanzó el número siete después de ser estrenada en salas de cine de bajo precio.
En total, la película obtuvo una recaudación bruta aproximada de 70,9 millones de dólares. Aunque no batió ningún récord, se consideró un modesto éxito. Terminó como la décima película más taquillera de 1993 detrás de Free Willy (78 millones) y Cliffhanger (84 millones). Si se tienen en cuenta las películas estrenadas a finales de 1993 que obtuvieron la mayor parte de su recaudación en 1994, Groundhog Day se convierte en la decimocuarta más taquillera de 1993. Los expertos de la industria sugirieron que hacia 1997, los ingresos de taquilla de los estudios, menos la participación de los cines, fueron de 32,5 millones de dólares. Fuera de Norteamérica, se estima que la película recaudó otros 34,2 millones de dólares, lo que le da una recaudación mundial acumulada de 105 millones de dólares y la convierte en la decimonovena película más taquillera del año en todo el mundo.

## Recepción

### Crítica

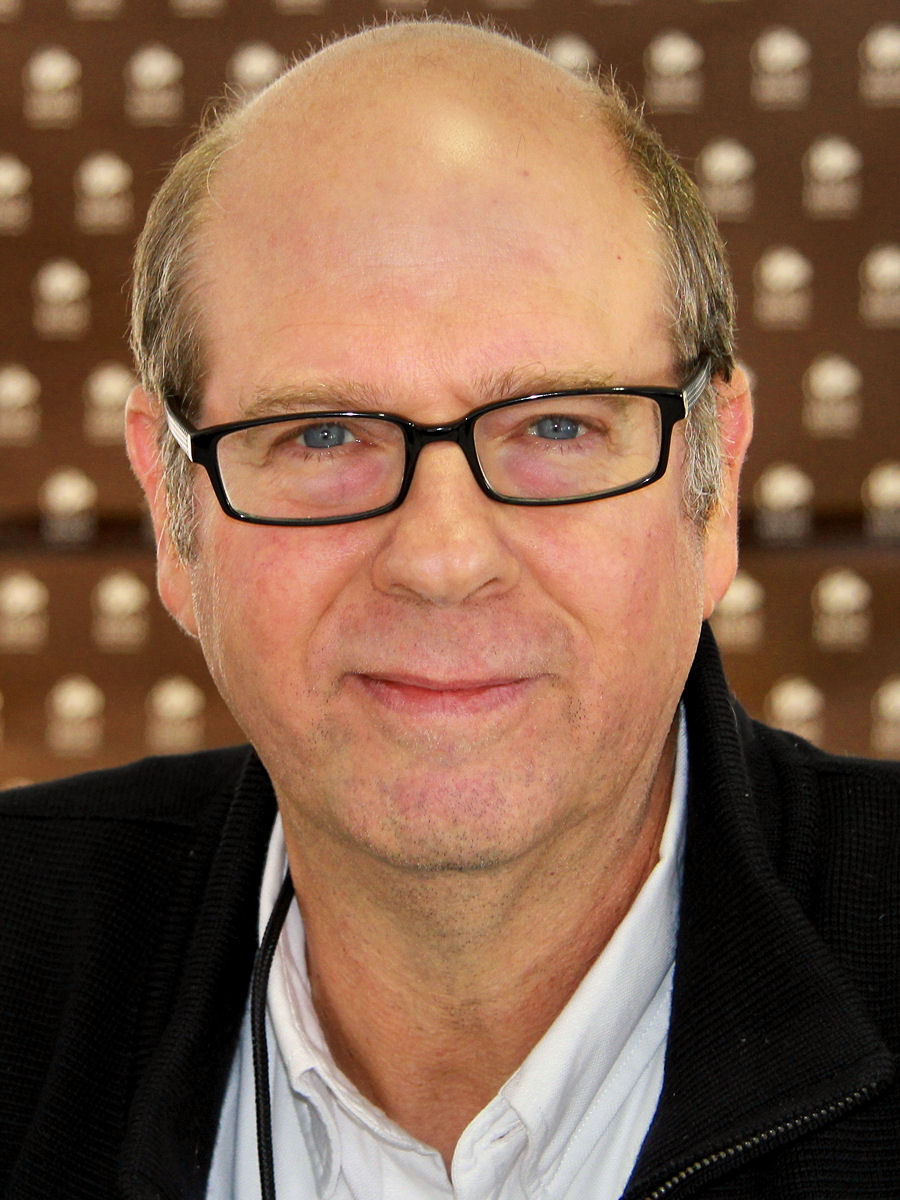
Además de elogiar el desempeño de Murray y MacDowell, algunos críticos destacaron la actuación de Stephen Tobolowsky como Ned Ryerson.

Groundhog Day recibió críticas generalmente positivas. Se consideró un cambio significativo con respecto a los trabajos anteriores de Murray y Ramis. Kenneth Turan la valoró como una película gentil, entrañable y de menor escala. Hal Hinson la calificó como la mejor comedia estadounidense desde Tootsie de 1982 (también con Murray). Dijo que Groundhog Day demostró la capacidad cómica de Ramis y ofreció una trama inteligente sin pretensiones. Algunos críticos lo compararon con una combinación de Qué bello es vivir y la surrealista serie de televisión de ciencia ficción y terror The Twilight Zone (1959). Roger Ebert la comparó con la comedia navideña Scrooged (1988), protagonizada por Murray, que presenta una transformación similar de egoísta a desinteresado. Dijo que mientras esa película ofrecía un «sombrío descontento», Groundhog Day ofrecía optimismo.
Los críticos coincidieron en que la película tenía una moraleja obvia, pero no estuvieron de acuerdo con su presentación. Desson Thomson encontró la película inicialmente intrigante, pero opinó que se deterioró hasta convertirse en una historia moral al estilo de Hollywood. En opinión de Turan, Groundhog Day comenzó como una historia tradicional de Hollywood, pero al final fue lo suficientemente seria como para convertir a la audiencia y tenía una «inocencia romántica» que impidió que se convirtiera en una fórmula. Hinson dijo que el núcleo moral de la historia nunca se presentó de una manera que insultara la inteligencia del espectador o exigiera que sacrificara su cinismo para aceptarlo. Continuó diciendo que Phil evoluciona hacia una mejor versión de sí mismo, pero nunca deja de ser un idiota. Según Janet Maslin, la película equilibraba el sentimentalismo y el nihilismo. The Hollywood Reporter apreció que la película respaldara la moral de los pueblos pequeños y su efecto positivo en Phil. El New Statesman argumentó que apelaba simultáneamente al cinismo y al optimismo.
Según algunos críticos, el tono fue inconsistente, la película tuvo un ritmo deficiente y algunas escenas se prolongaron demasiado. Owen Gleiberman la comparó desfavorablemente con otra película de viajes en el tiempo, Back to the Future (1985), que encontró más inteligentemente estructurada. Describió algunas escenas como sketches cómicos aislados en lugar de parte de una narrativa más amplia. Thomson dijo que la repetición de escenas iba en contra de la película, haciendo que pareciera que no se estaba logrando ningún progreso. Hinson respondió que modificaciones menores en las escenas las mantenían interesantes como parte de un guion «brillantemente imaginativo» y «complejo». Algunos críticos dijeron que el humor era a menudo suave, provocando pequeñas risas en lugar de humor extremo, aunque Hinson la encontró «tremendamente graciosa». The Hollywood Reporter escribió que ofrecía una variedad de humor y sátira, todo atenuado por la historia de amor entre Phil y Rita. Los críticos destacaron la trama profunda detrás del humor. Ebert la llamó una comedia superficial pero con una reflexión subyacente. Maslin dijo que su impresión inicial fue la de una trama ligera, pero se volvió «extrañamente conmovedora».
Murray recibió elogios por su actuación. Los críticos estuvieron de acuerdo en que su desempeño fue esencial para el éxito de la película al hacer creíble la transformación de Phil. Gene Siskel escribió que ningún otro actor podría haber evitado que la película se volviera demasiado «dulce». Turan dijo que la brusquedad natural de Murray y sus comentarios cómicos impidieron el sentimentalismo excesivo. Turan también apreció la entrañable actuación de Murray en comparación con sus más abrasivas actuaciones pasadas. Hinson dijo que Murray nunca había sido más gracioso. Continuó diciendo que Murray fue un componente vital para evitar que el optimismo de la película pareciera deshonesto o fabricado. A Hinson le gustó que incluso después de la redención de Phil, mantuviera un tono cínico. Glieberman sostuvo que la indiferencia de Murray retiene la atención del público, pero agregó que si bien el actor tenía el talento suficiente para interpretar a una persona redimida, no encajaba bien con él. Ebert encontró a Murray significativamente más divertido como antagonista sarcástico que como protagonista amistoso.
Los críticos quedaron encantados con la actuación de MacDowell. Siskel dijo que iluminaba la pantalla cuando estaba encendida. Maslin la llamó un «deleite total» y dijo que su actuación ofrecía una presencia cómica y reconfortante. Hinson dijo que la química en pantalla entre MacDowell y Murray era «de otro mundo» y que ella encajaba perfectamente en la comedia. Tobolowsky también recibió elogios por su personaje cómico e insistente.

### Galardones
En los premios del Círculo de Críticos de Cine de Nueva York de 1993, el guion quedó en segundo lugar como mejor guion. El mismo año, ganó el premio a la mejor película de comedia en los British Comedy Awards. En una medida sin precedentes en ese momento, a finales de 1993, Columbia Pictures envió a más de 4500 miembros del comité de votación de los Premios de la Academia una caja personalizada que contenía cintas de video de nueve de sus películas elegibles. Se estimó que la campaña costó entre 400 mil y 650 mil dólares. Groundhog Day se incluyó entre estas nueve películas, pero no recibió nominaciones en la 66.ª edición de los Premios Óscar.
En los Premios BAFTA de 1994, Rubin y Ramis ganaron el premio al mejor guion original. MacDowell ganó el premio a la mejor actriz en la 20.ª ceremonia de los Premios Saturn, donde Groundhog Day también recibió candidaturas a mejor película de fantasía (perdiendo ante The Nightmare Before Christmas), Bill Murray como mejor actor (perdiendo ante Robert Downey Jr. en Heart and Souls), mejor guion y mejor dirección (perdiendo ambos ante Jurassic Park) y mejor vestuario para Jennifer Butler (perdiendo ante Hocus Pocus). En los American Comedy Awards, Murray y Elliott fueron nominados a actor más divertido y actor de reparto más divertido, respectivamente. La película fue nominada a mejor presentación dramática en los Premios Hugo, perdiendo ante Jurassic Park.

## Posestreno

### Repercusiones

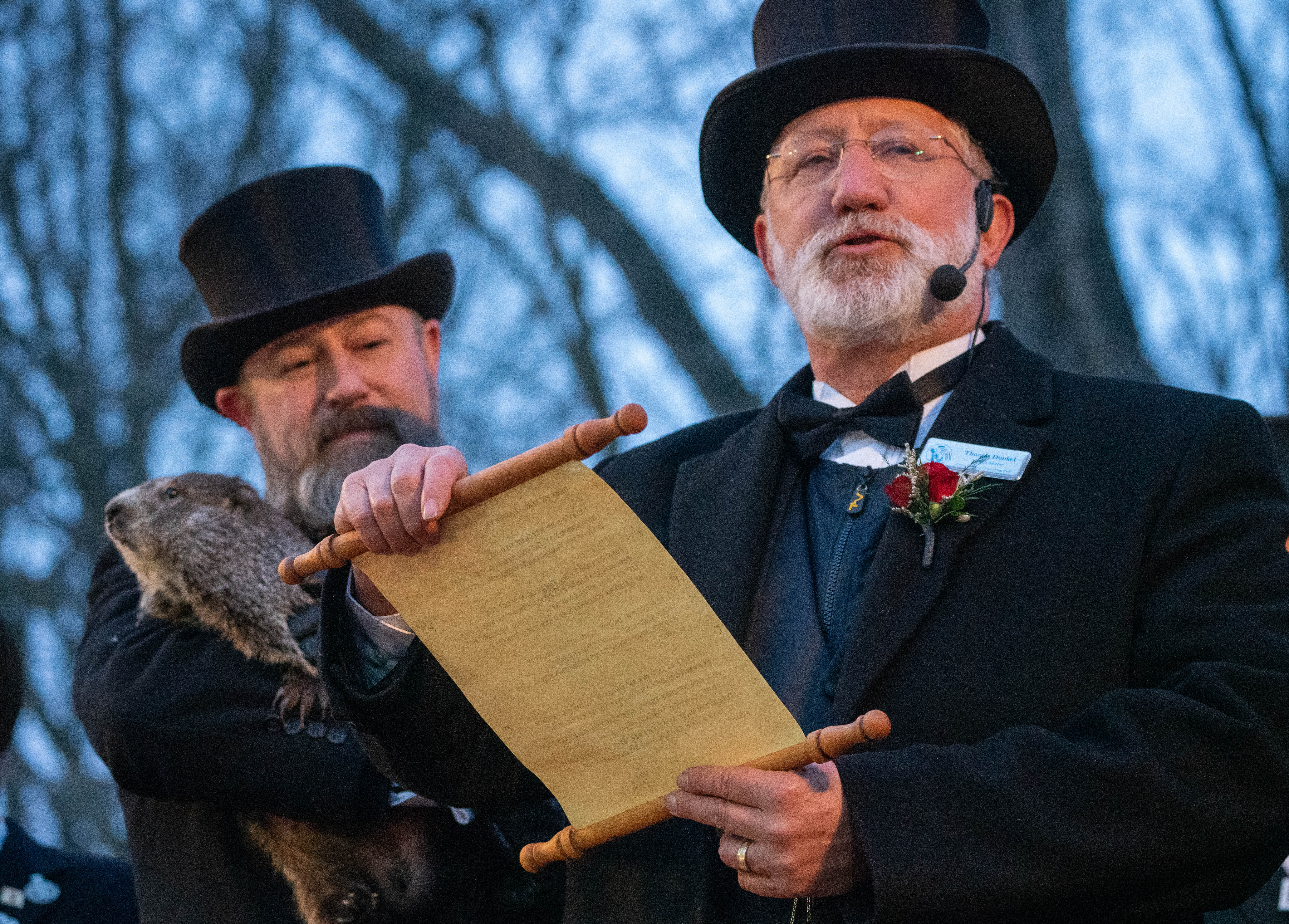
Día de la Marmota en 2022.

A pesar de su relativo éxito, en noviembre de 1993 se descartó la realización de una secuela. Groundhog Day fue una de las películas a las que se les atribuye haber ayudado a revertir los fracasos de taquilla de Columbia Pictures, junto con las películas de 1992 Drácula, de Bram Stoker, A Few Good Men y A League of Their Own. Poco después de su estreno, el autor Richard A. Lupoff amenazó con emprender acciones legales contra los realizadores, alegando que la película copiaba su cuento «12:01 P.M.» y su adaptación cinematográfica de 1990 sobre un hombre atrapado en un bucle temporal. El caso nunca se presentó formalmente ya que la productora de la película se negó a apoyar acciones legales. De manera similar, el autor Leon Arden intentó emprender acciones legales, afirmando que la película plagiaba su novela One Fine Day, que había presentado sin éxito como guion para Columbia, sobre un hombre que repite el 15 de abril. El juez falló en contra de Arden.
Murray inicialmente odió la versión final de Groundhog Day. En una entrevista de 1993, dijo que quería centrarse en el humor y el tema subyacente de las personas que repiten sus vidas por miedo al cambio. Ramis quería centrarse en el poder redentor del amor. Aun así, Murray estuvo de acuerdo en que, en última instancia, Ramis había hecho bien en hacerlo. La película marcó el final de una asociación de casi veinte años entre Ramis y Murray que, entre otras cosas, había creado películas como Caddyshack, El pelotón chiflado (1981) y Los cazafantasmas. Una vez concluida la filmación, Murray dejó de hablar con Ramis. Nunca contactó a Ramis y se negó a hablar de él en las entrevistas. Ramis habló abiertamente sobre Murray, tanto criticándolo como hablándo de sus sueños de volver a ser amigos. Algunos de sus conocidos más cercanos, incluido el productor Michael Shamberg, especularon que Murray se había desilusionado con la suposición de que su mejor trabajo sólo se produjo en colaboración con Ramis, o que Ramis era responsable de la imagen pública de Murray. Ramis dijo que podía hacer que Murray fuera lo más divertido posible y, a cambio, las habilidades de improvisación de Murray podrían salvar incluso los guiones más mediocres.
Murray sintió que el Groundhog Day le había dado la oportunidad de mostrar un lado diferente de sí mismo. Admitió que le molestaba la percepción de que sus películas anteriores se centraban en bromas sin ofrecer un subtexto más profundo. Aun así, dijo que había encontrado consuelo en conocer gente aficionada a su trabajo. Ramis creía que el lado dramático del actor en películas como Lost in Translation (2003) revelaba más sobre Murray que cualquier otra cosa. En 2009, Ramis dijo que pensaba que Murray se había cansado de ser el protagonista maníaco y enérgico y quería explorar su potencial. Ramis lo seleccionó para su comedia negra de 2005 La cosecha de hielo, pero el hermano de Murray, Brian, se negó en su nombre. Cuando Ramis indagó acerca de la decisión, Brian dijo que Murray nunca mencionó a Ramis. Excepto por algunos breves intercambios en eventos públicos, el dúo no habló durante casi dos décadas. Se reunieron sólo en los últimos meses de la vida de Ramis en 2014. Rubin dijo que Murray y su hermano ahora hablan con cariño de Ramis.
Rubin era un guionista muy demandado, pero mantuvo su deseo de contar historias originales y se negaba a desarrollar narrativas tradicionales de Hollywood, ya que consideraba que desafiar la premisa y la estructura esperadas era la parte más interesante. Esto no era aceptable para los estudios que lo buscaban simplemente para darle un giro a una historia convencional. Al final, las ofertas dejaron de llegar. Continuó escribiendo guiones, pero ninguno progresó. En una entrevista de 2017, Rubin admitió cierto pesar por el hecho de que Groundhog Day siguiera siendo su mayor éxito.

### Formato casero
Groundhog Day se lanzó en VHS a principios de septiembre de 1993. Debutó en el número once en la lista de alquileres de VHS y ascendió al número uno a finales de septiembre, reemplazando a Un día de furia. Siguió siendo el alquiler número uno hasta mediados de octubre, cuando fue alcanzada por Point of No Return en el número dos y Aladdín en el número uno. Fue considerado el estreno de comedia de mayor éxito de finales de 1993.
La película se editó en DVD en 1998. El DVD «Edición especial» de 2002 incluía los avances de la película, un comentario de audio de Ramis y The Weight of Time, un documental detrás de escena sobre la realización de la película, con entrevistas al elenco y al equipo. Murray no participó. En enero de 2008 se lanzó una edición en DVD del 15.º aniversario. La película fue remasterizada digitalmente bajo la supervisión de Ramis. Esta edición incluía el comentario de audio de Ramis y The Weight of Time, y agregó una entrevista con Ramis, un breve documental sobre las marmotas y escenas eliminadas. Esta versión se lanzó posteriormente en disco Blu-ray en 2009, con una función adicional de picture-in-picture en la que Tobolowsky retoma su papel de Ned para proporcionar datos sobre la película.
Para celebrar el 25 aniversario de la película en febrero de 2018, se estrenó en cines selectos una versión remasterizada con resolución 4K. En abril de 2018, la Academia de Artes y Ciencias Cinematográficas presentó una proyección especial de una noche de la película remasterizada en el Teatro Samuel Goldwyn de Beverly Hills, California. La versión remasterizada también se lanzó como disco Blu-ray Ultra HD, disco Blu-ray y descarga digital. Incluía los mismos extras que la edición del 15.º aniversario. Para celebrar el 30 aniversario de la película, la película se estrenó en cines selectos durante dos días en febrero de 2023, siendo uno de esos días el 2 de febrero, el Día de la Marmota.

## Análisis

### Duración del bucle temporal
La duración del atrapamiento en tiempo real de Phil en el bucle temporal ha sido objeto de mucha discusión. Ramis dijo una vez que creía que la trama se desarrolla a lo largo de diez años. Cuando un blogger estimó la duración real en aproximadamente nueve años, Ramis cuestionó esa estimación y la suya propia. Respondió que se necesitan al menos diez años para volverse bueno en una actividad —como que Phil aprendiera a esculpir en hielo y hablar francés— y «si tenemos en cuenta el tiempo de inactividad y los años que pasó desorientado, tenían que ser más como 30 o 40 años». Una estimación similar sugiere que se necesitan al menos 10 000 horas de estudio —poco más de un año— para convertirse en un experto en un campo, y dada la cantidad de bucles vistos o mencionados en la pantalla, y cuánto tiempo podría pasar por día estudiando, Phil pasó aproximadamente 12 400 días, o casi 34 años, atrapado en el circuito. En el borrador del concepto original de Rubin, el propio Phil estima que ha estado atrapado durante entre 70 y 80 años, habiendo utilizado libros para seguir el paso del tiempo.
Nacido en una familia judía, Ramis había adoptado un estilo de vida budista de su segunda esposa, adoptando algunos de sus preceptos. Dijo que, según la doctrina budista, se necesitan aproximadamente 10 000 años para que un alma evolucione al siguiente nivel. En 2005, Rubin dijo «se convirtió en una extraña cuestión política porque si le preguntabas al estudio: "¿Cuánto duró la repetición?", te respondían: "Dos semanas". Pero para mí, el objetivo de la película era que tenías que sentir que estabas soportando algo que estaba sucediendo durante mucho tiempo... Para mí tenía que ser... no lo sé. Cien años. Toda una vida». En su libro Groundhog Day, Ryan Gilbey pensó que la vaguedad que rodeaba la duración del bucle era uno de los elementos más notables de la película. Así como no hay justificación de por qué o cómo Phil queda atrapado en el círculo, el período de tiempo es sólo el que le toma a Phil convertirse en una mejor persona.

### Temática

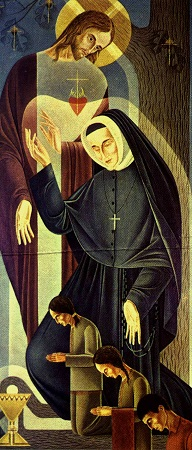
De acuerdo con el catolicismo, Phil podría encontrarse en una forma de purgatorio, del que sólo se puede escapar dedicándose al altruismo.

La película ha sido interpretada de muchas maneras por diferentes grupos. Rubin ha dicho que no se propuso escribir la película como una analogía espiritual. Simplemente quería contar una historia sobre la vida humana y los períodos en los que una persona queda atrapada en un ciclo sin importar cuánto quiera escapar. Dijo que no se trata «sólo de un hombre que repite el mismo día, sino de una historia sobre cómo vivir. ¿La vida de quién no es una serie de días? ¿Quién no se siente estancado de vez en cuando?». En la escena del callejón, Phil le pregunta a dos residentes de Punxsutawney si entienden lo que es estar atrapado en un lugar donde nada de lo que hagan importa. Se refiere a su propia situación, pero los dos hombres, aunque no están atrapados en su propio círculo, saben exactamente lo que quiere decir.
Si bien Rubin y Ramis hablaron de varios de los aspectos filosóficos y espirituales de la película, «nunca pretendieron que fuera nada más que una historia buena, sincera y entretenida». Murray vio el guion original como una interpretación de cómo la gente repite el mismo día una y otra vez porque tiene miedo al cambio. Rubin añadió que al comienzo del ciclo, es el peor día de la vida de Phil. Al verse obligado a cambiar quién es, a aceptar el mundo que lo rodea, y cada momento de su día, se convierte en el mejor día de su vida; el día que se enamora. En una entrevista de 2017, Murray dijo que creía que el Groundhog Day todavía resonaba porque se trata de «la idea de que tenemos que volverlo a intentar... es una idea tan hermosa y poderosa».
A lo largo de los años, diferentes expertos se han puesto en contacto con Rubin para brindarles sus propias interpretaciones. Ha sido visto como una alegoría cristiana con Punxsutawney Phil representando a Jesucristo, un ejemplo del concepto nietzscheano del eterno retorno, el espíritu del judaísmo y la esencia de la homeopatía. También se ha interpretado como una adaptación de la figura mitológica griega Sísifo, quien también está condenado a un eterno castigo diario. Otros han encontrado importancia en los números presentes en la película. El propio Ramis quedó fascinado por el borrador original de Rubin y sus conceptos de reencarnación. La fecha del Día de la Marmota también tiene implicaciones. Se sitúa entre el final del invierno, caracterizado en la película como un período de sátira y el fin de las cosas, y la primavera, una estación representada por la comedia y conectada con temas de renovación y redención.
Los líderes budistas elogiaron la representación de las ideologías de la regeneración. Se puede interpretar a Phil como un bodhisattva, alguien que ha alcanzado el borde del nirvana y regresa a la Tierra para ayudar a otros a hacer lo mismo. En la fe judía, la fuga o recompensa de Phil puede verse como su regreso a la Tierra para realizar actos morales o mitzvá: los preceptos y mandamientos de Dios. En el cristianismo, su viaje puede interpretarse como una forma de resurrección o un medio para asegurarse un lugar en el cielo. En la filosofía religiosa de Falun Gong, la película ha sido interpretada como un mensaje de que el yo espiritual no puede evolucionar hasta que aprenda de los errores del pasado. En el catolicismo, la situación de Phil puede identificarse como una forma de purgatorio, del que sólo se puede escapar dedicándose al altruismo. MacDowell dijo: «¿No sería fantástico si tuviéramos ese tipo de experiencia y aprendiéramos algo de ella? Pasamos por la vida y no siempre somos conscientes de ello... sea cual sea la religión en la que quieras basarte, esa es, en última instancia, la razón por la que estamos aquí». Groundhog Day también puede interpretarse como una historia secular en la que Phil está experimentando una crisis existencial donde las indulgencias primarias ya no son satisfactorias, lo que lo hace caer en una depresión de la que escapa asumiendo la responsabilidad de su propia superación personal; luego usa su personalidad mejorada para ayudar con benevolencia a los demás.
Phil inicialmente se compara a sí mismo con un dios y declara que, como meteorólogo, él hace el clima. Después de varios bucles, llega a creer que es un dios, afirmando que la omnipotencia puede confundirse con haber vivido tanto tiempo que simplemente lo sabe todo. Utilizando sus conocimientos, puede manipular los acontecimientos a su favor. La repetición le da a Phil la oportunidad de escapar de su propio encierro narcisista. Al no estar dispuesto a cambiar, se le imponen los medios para hacerlo. Después del constante rechazo por parte de Rita y su idea del amor, Phil llega a un punto bajo emocional y se suicida repetidamente. En un momento, sugiere que se ha suicidado suficientes veces como para ya no existir. Es en este punto, sugiere Ramis, que Phil está listo para cambiar.
Sólo cuando Phil deja de usar los bucles para satisfacer sus propios deseos y, en cambio, los usa para ayudar desinteresadamente a otros, es liberado. Al no poder salvar repetidamente al anciano sin hogar, Phil también se ve obligado a aceptar que no es un dios. De manera similar, independientemente de cuánto conocimiento adquiera sobre Rita, y a pesar de los logros adquiridos a lo largo de los bucles, no puede impresionarla lo suficiente como para ganarse su amor. Él la conquista solo cuando deja de intentar hacerlo, cuando demuestra un interés genuino por ayudar a los demás sin falsedades ni interés propio, sabiendo que el día probablemente se reiniciará y todo habrá sido en vano. Sólo entonces Rita le devuelve su afecto. Los aspectos de Rita de los que Phil se burló al comienzo de la película se han convertido en cualidades que admira y respeta y, a su vez, Phil recibe el amor de Rita no porque lo desee, sino porque realmente se ha convertido en el tipo de persona que Rita podría amar. Esto demuestra el poder redentor del amor, algo que Ramis quería enfatizar. Para él, Groundhog Day representa tener la fuerza y el conocimiento para hacer un cambio ante la oportunidad de repetir errores anteriores.
Rick Brookhiser sostiene que Phil es recompensado porque aprecia plenamente cada faceta del día y que «amar la vida incluye amar el hecho de que suceda». El psicólogo John Seamon dijo que mientras otras películas utilizan la memoria como medio de reflexión o escape, Phil efectivamente vive dentro de sus recuerdos, repitiéndolos indefinidamente; no tiene esperanzas de futuro porque todo se reiniciará. Al recordar y apreciar nuevos detalles, Phil puede crecer como persona y convertirse en agente de su propio cambio. Rubin dijo que Phil no volverá a sus viejas costumbres después de sus experiencias, pero podría sufrir la decepción de que ningún día estará a la altura de su último y perfecto 2 de febrero, después del cual esencialmente pierde sus superpoderes.

## Legado

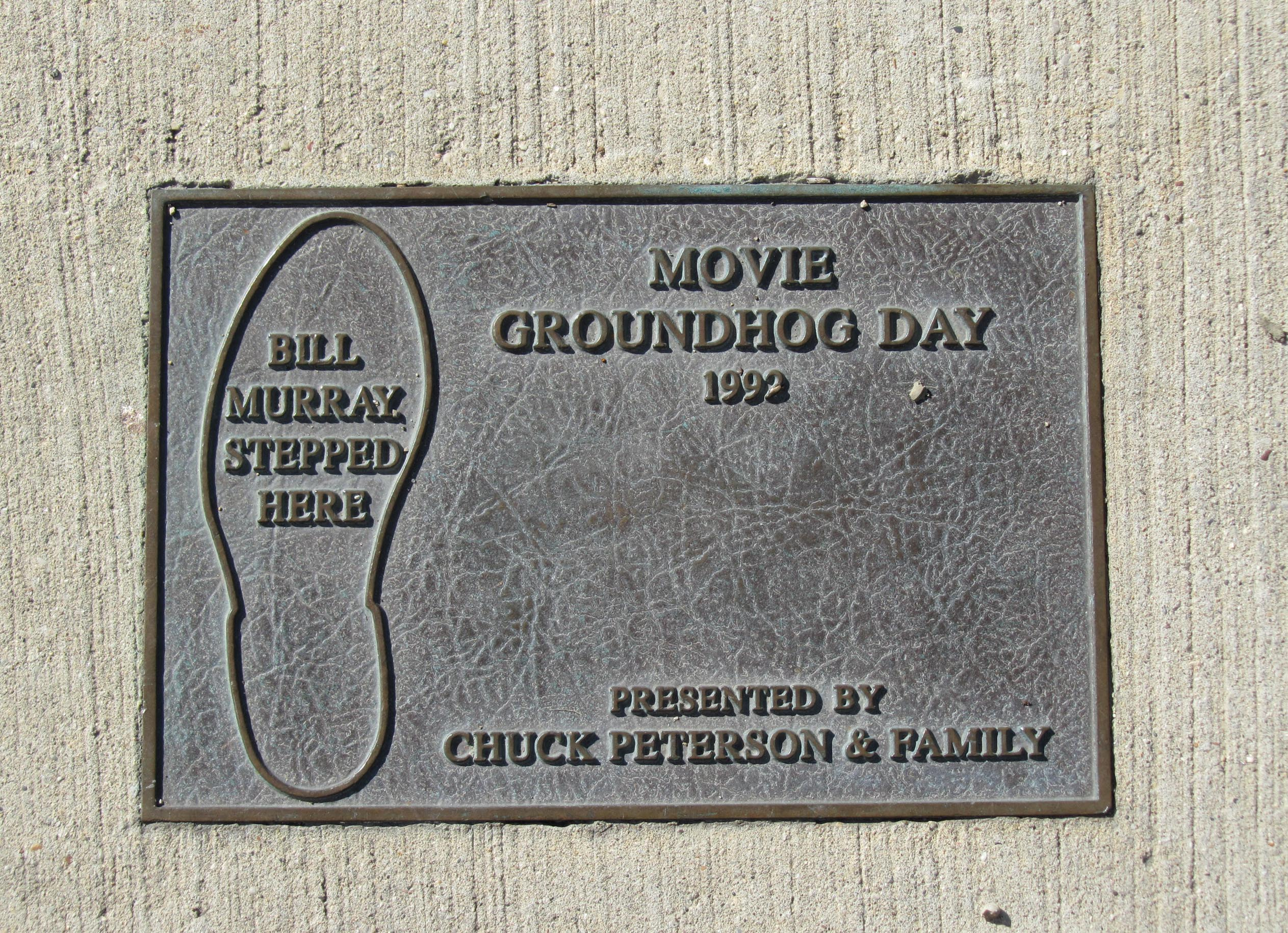
Una placa colocada en el piso en Woodstock, Illinois, que conmemora el bache que pisa el personaje de Bill Murray en Groundhog Day.

Groundhog Day se considera una de las películas de comedia más queridas jamás realizadas, un clásico de todos los tiempos y un obra fundamental de la cultura pop. En 2020, Paste afirmó que tiene un «estatus cultural pop permanente y mítico reservado para pocas películas». El éxito de la película convirtió a Ramis en un director de comedia creíble, lo que le abrió más oportunidades creativas. Durante el resto de la década de 1990, dirigió Multiplicity de 1996 (también protagonizada por MacDowell), Analyze This (1999) y Al diablo con el diablo (2000). Groundhog Day también mostró las capacidades de Murray como actor, cambiando las percepciones de él como comediante a un actor de amplio espectro y un protagonista romántico creíble. Su actuación se considera un punto de transición hacia papeles posteriores en películas serias como Rushmore (1998), su actuación nominada al Premio de la Academia en Lost in Translation y Moonrise Kingdom (2012). Rubin inició un blog en 2007 que presentaba conversaciones ficticias entre él y Phil Connors, quien desde entonces se había retirado a vivir en la ladera de una montaña cerca de Taos, Nuevo México. Por su parte, Rubin enseñó escritura de guiones en la Universidad de Harvard durante varios años.
Su impacto en Woodstock y Punxsutawney fue duradero y significativo. Desde el estreno de la película, Woodstock ha organizado sus propios festivales del Día de la Marmota. Estos han incluido a la marmota Woodstock Willie, proyecciones de la película y recorridos a pie por los lugares de rodaje. La ciudad atrae aproximadamente a mil turistas para su evento anual, en el que han aparecido Albert, Rubin y Tobolowsky. Punxsutawney, que alguna vez atrajo sólo a unos pocos cientos de visitantes a su festival, desde entonces ha atraído a decenas de miles. El año siguiente al estreno de la película, más de 35 000 personas visitaron la ciudad para celebrar el Día de la Marmota. Los residentes aprecian el impacto de la película en la ciudad, pero afirman que su atención sigue centrada en Punxsutawney Phil y el tradicional festival. En Woodstock, se colocan placas en lugares clave utilizados en la película, que conmemoran momentos como el encuentro de Phil con Ned, el bache en el que tropieza Phil y el pabellón de la plaza del pueblo donde bailan Phil y Rita.
A partir de 2016, Rubin siguió recibiendo correos de fans, filósofos y líderes religiosos; su contenido iba desde simples cartas hasta sermones y disertaciones. Ha hablado de psiquiatras que recomiendan la película a sus pacientes y de adictos que le han dicho que les ayudó a darse cuenta de que estaban atrapados en su propio ciclo repetitivo. Algún tiempo después del estreno de la película, Murray cambió de opinión al respecto. Lo llamó «probablemente el mejor trabajo que he hecho», y agregó «y probablemente el mejor trabajo que Harold hará jamás». En 2018, Tobolowsky dijo: «Creo que la actuación [de Murray] en El día de la marmota permanecerá como una de las mejores actuaciones cómicas de todos los tiempos... Es capaz de ser antagonista y protagonista al mismo tiempo en la misma película. Es todo lo horrible y todo lo maravilloso... Creo que se mantendrá firme mientras se sigan haciendo películas».

### Revaluación crítica
Groundhog Day se considera una de las mejores películas de todos los tiempos. Rotten Tomatoes le otorga un índice de aprobación del 94 % a partir de las reseñas agregadas de 145 críticos, con una calificación promedio de 7,9/10. El consenso dice: «Inteligente, dulce e inventiva, Groundhog Day destaca los dones dramáticos de Murray y al mismo tiempo deja mucho espacio para las risas». La película tiene una puntuación de 72 sobre 100 en Metacritic basada en 15 críticas, lo que indica «críticas generalmente favorables».
En 2004, The New Yorker la llamó la obra maestra de Ramis. En 2005, como parte de su serie The Great Movies, Ebert modificó su calificación original para la película de tres estrellas a cuatro estrellas. En esta reseña actualizada, Ebert dijo que había subestimado la película y señaló que la actuación de Murray fue esencial para que la película funcionara. Ese mismo año, Jonah Goldberg la calificó como una de las mejores películas de los cuarenta años anteriores, posicionándola junto con Es una vida maravillosa como una de las películas más edificantes y atemporales de Estados Unidos. En 2009, el teórico literario Stanley Fish la incluyó entre las diez mejores películas estadounidenses. Escribió: «La comedia y la filosofía (¿cómo debe vivir uno?) no están una al lado de la otra, sino que habitan entre sí en una unidad que es increíblemente satisfactoria». Está incluida en el libro de referencia de películas de 2013, 1001 películas que hay que ver antes de morir, que dice «...Bill Murray ofrece la que puede ser la mejor y más cálida actuación de su carrera en esta genial comedia, posiblemente la mejor de la década de 1990...». The Guardian atribuye su relevancia con el paso de los años a su uso de un arco de redención clásico como el de Ebenezer Scrooge en la novela de 1843 A Christmas Carol, y su negativa a explicar por qué ocurre el bucle, alejándose de una película convencional típica.
En 2000, el American Film Institute (AFI) clasificó Groundhog Day en el puesto 34 de su lista 100 años... 100 risas, que reconoce las mejores películas de comedia. En 2005, el guion de la película fue catalogado como el vigésimo séptimo mejor guion de los 75 años anteriores en la lista de los 101 mejores guiones del Sindicato de Guionistas de Estados Unidos (WGA). En una encuesta de AFI de 2008 entre 1500 miembros de la industria, Groundhog Day fue clasificada como la octava mejor película de fantasía. Ese mismo año, Empire incluyó la película en el puesto 259 de su lista de las 500 mejores películas de todos los tiempos. En 2014, una encuesta realizada por The Hollywood Reporter a 2120 miembros de la industria del entretenimiento la clasificó como la 63.ª mejor película de todos los tiempos. En 2015, el guion figuraba como el tercero más divertido en la lista de los 101 guiones más divertidos de la WGA, detrás de Some Like It Hot (1958) y Annie Hall (1977). En 2017, la BBC encuestó a 253 críticos (118 mujeres, 135 hombres) de 52 países sobre la película más divertida realizada. Groundhog Day quedó en cuarto lugar, detrás de Annie Hall, Dr. Strangelove (1964) y Some Like It Hot.
Varias publicaciones la han clasificado como una de las mejores películas de comedia de todos los tiempos, entre ellas: número uno por Empire (2019); número cinco y número seis por Time Out; número 10 por Rotten Tomatoes; número 11 por IGN; número 18 por Paste; número 23 por The Daily Telegraph; y sin clasificación por Film School Rejects y Vogue. Rotten Tomatoes también incluyó la película en el puesto 86 en su lista de 200 películas esenciales para ver. De manera similar, ha sido clasificada como una de las mejores películas de la década de 1990, incluyendo: número cuatro por IndieWire; número cinco por Slate; número 11 por Rolling Stone; número 12 por ShortList; número 15 de The A.V. Club; número 28 por Rotten Tomatoes; número 41 por Slant Magazine; número 55 por el British Film Institute; y sin clasificación por Time Out.

### Impacto cultural

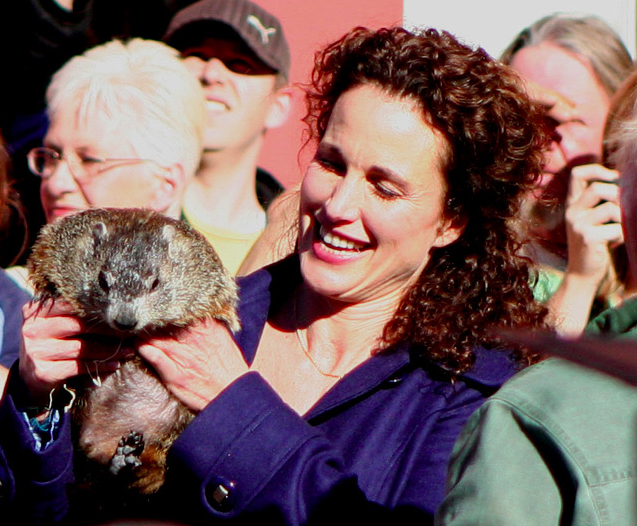
Andie MacDowell con una marmota en el Día de la Marmota 2008.

William Goldman dijo en 1993: «Creo que Groundhog Day es, de todas las películas que se estrenaron este año, la que será recordada dentro de diez años». El mismo año, Desson Thomson opinó: «Groundhog nunca será designada tesoro cinematográfico nacional por la Biblioteca del Congreso». En 2006, la película fue seleccionada por la Biblioteca del Congreso de los Estados Unidos para ser conservada en el National Film Registry por ser «cultural, histórica o estéticamente significativa».
Varios cineastas han hablado de su aprecio por Groundhog Day o la han citado como inspiración en sus propias carreras, incluidos David O. Russell, Terry Jones y Jay Roach. Roach la llamó la película que «lo cambió». Gillian Wearing la llamó una de sus películas favoritas, citando su estructura inusual y su mensaje filosófico inteligente. El éxito de la película ayudó a legitimar el uso de la fantasía en las películas de comedia convencionales, sentando las bases para futuras comedias de fantasía como Liar Liar (1997), The Truman Show (1998) y Click (2006).
La frase «día de la marmota» se ha convertido en un término común para hacer referencia a una situación repetitiva, desagradable y monótona. Los diccionarios en inglés la reconocen bajo dos definiciones: la festividad en sí y «una situación en la que los eventos se repiten o parecen repetirse continuamente». El uso del término es tal que se ha definido como un cliché referirse a una situación de esta manera. Ha sido invocado —a veces de manera inexacta— por cantantes, estrellas del deporte, comediantes, actores, políticos, arzobispos y ex reclusos del centro de detención de Guantánamo. El entonces presidente Bill Clinton hizo referencia a la película en un discurso de 1996 ante las tropas estacionadas en Bosnia. El término se utilizó durante la pandemia de COVID-19 de 2020 para referirse a la monotonía de la cuarentena y el aislamiento impuestos por los gobiernos.
El concepto narrativo de alguien atrapado en un segmento de tiempo que se repite se remonta a 1904 y es una temática popular, particularmente en la ciencia ficción. Groundhog Day fue la responsable de popularizar la idea entre el público en general. Desde entonces, los bucles de tiempo se han utilizado en varias películas —incluidas Naken (2000), El efecto mariposa (2004), Source Code (2011), Al filo del mañana (2014), Feliz día de tu muerte (2017) y Palm Springs (2020)—, programas de televisión —incluidos Russian Doll, Buffy the Vampire Slayer, Angel y The X-Files— y videojuegos —incluidos The Legend of Zelda: Majora's Mask y Outer Wilds—. Estas narrativas a menudo involucran a un personaje central defectuoso que debe evolucionar para escapar de su encarcelamiento cronológico. La influencia de Groundhog Day es tal que TV Tropes se refiere a este arco narrativo como el «bucle del día de la marmota». Rubin señaló que con su guion «tropezó con una historia con todas las características de un clásico, tan simple y verdadero que muchos narradores diferentes podrían volver a contarlo de muchas maneras diferentes». Se ha hecho referencia a ella en una variedad de medios, incluida la novela de 1998 About a Boy y el audiodrama Flip-Flop de Doctor Who, que presenta un bucle temporal en el planeta Punxsutawnee. Escribiendo para IGN, Michael Swaim postuló que desde que Groundhog Day popularizó la narrativa del bucle temporal, su popularidad había aumentado en parte debido al efecto Flynn —una declaración sobre el creciente coeficiente intelectual de la población— que significaba que el público podía seguir fácilmente las historias más complejas, y el deseo de nostalgia en la era posmoderna de principios del siglo XXI.
El 2 de febrero de 2016, aficionados en Liverpool, Inglaterra, se reunieron para ver la película repetidamente durante veinticuatro horas. Desde el 2 de febrero de ese año, Sky Cinema ha reproducido la película repetidamente durante veinticuatro horas. En 2018, el Museo de Arte Moderno de Nueva York estrenó una serie de películas elegidas tras una encuesta de 35 expertos literarios y religiosos, que comenzó con Groundhog Day. Hubo conflictos entre los académicos ya que muchos de ellos querían escribir sobre la película para la presentación.

## Adaptaciones
Se descartó una secuela poco después del estreno de la película en 1993. Rubin también fue acreditado como creador de la historia de la nueva versión italiana de 2004 de Groundhog Day, llamada Un día sin fin. Cuando en 2018 se le preguntó sobre la posibilidad de una secuela, MacDowell dijo que nunca sucedería porque «[Murray] no va a hacerlo». A pesar de esto, Murray, Tobolowsky y Doyle-Murray retomaron sus papeles en un comercial para el Jeep Gladiator presentado durante el Super Bowl LIV el 2 de febrero de 2020. Filmado en Woodstock, el comercial recrea escenas de la película y presenta a Murray nuevamente atrapado en un bucle temporal. Utiliza el Jeep Gladiator para explorar Punxsutawney junto a Punxsutawney Phil. Murray lo llamó su primer y último comercial. En abril de 2020, Jeep lanzó una serie de versiones modificadas del anuncio para promover el distanciamiento social durante la pandemia de COVID-19 de 2020. Murray brindó aportes creativos en la edición.
En los años transcurridos desde el estreno de la película, Rubin había trabajado en una adaptación musical de Groundhog Day, en parte por aburrimiento y en parte porque un musical no estaba cubierto por los derechos que había cedido a Columbia. En 2003, Stephen Sondheim expresó interés en crear un musical, pero este proyecto nunca se realizó. Cuando Matthew Warchus y Tim Minchin se contactaron con Rubin en 2012, él ya había desarrollado un esquema narrativo, chistes y una lista refinada de doce canciones. No había podido hacer avanzar la idea sin un compositor. Tras el éxito del musical Matilda, Warchus y Minchin colaboraron con Rubin durante varios años para producir el musical de Groundhog Day. El musical debutó en agosto de 2016, en el teatro The Old Vic de Londres, con críticas generalmente positivas. Una versión de Broadway comenzó a realizarse en 2017. La obra fue candidata en varias categorías en los Premios Laurence Olivier 2017, ganando mejor actor y mejor nuevo musical. Murray asistió a un espectáculo de Broadway en 2017, junto a Doyle-Murray y Rubin.
En septiembre de 2019 se lanzó una secuela narrativa en un videojuego. Groundhog Day: Like Father Like Son fue desarrollado por Tequila Works y publicado por Sony Pictures Virtual Reality para PlayStation VR, Oculus Rift y HTC Vive. El juego presenta al hijo de Phil, Phil Connors Jr., que ha crecido a la sombra de su amado padre. Phil Jr. queda atrapado en su propio bucle temporal en Punxsutawney y se ve obligado a ayudar a los demás y mejorar para ganarse la libertad. Recibió críticas mixtas.

### Lectura complementaria
- Eagan, Daniel (2010). America's Film Legacy: The Authoritative Guide to the Landmark Movies in the National Film Registry (en inglés). Londres: A & C Black. pp. 811-812. ISBN 978-0-8264-2977-3.
- Ginsberg, Steve (2006). «Groundhog Day» (en inglés). Washington, D.C., Estados Unidos: National Film Registry. Archivado desde el original el 13 de julio de 2019.
- Rubin, Danny (2012). How to Write "Groundhog Day" (en inglés). Ventura, California: Triad Publishing.